# Матч Money in the Bank

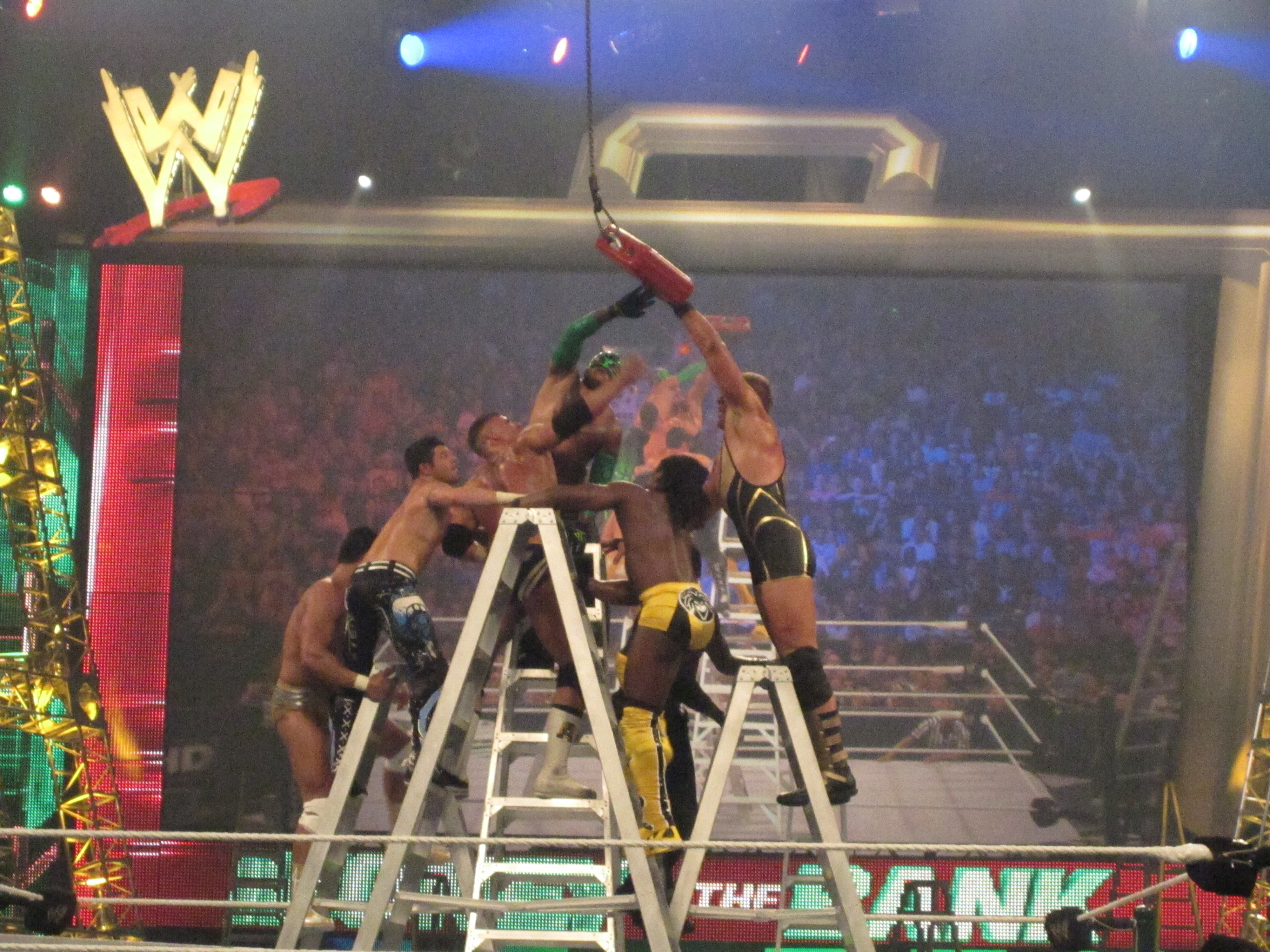
Матч Money in the Bank 2011 года, участники бренда Raw сражаются в лестничном матче за красный кейс

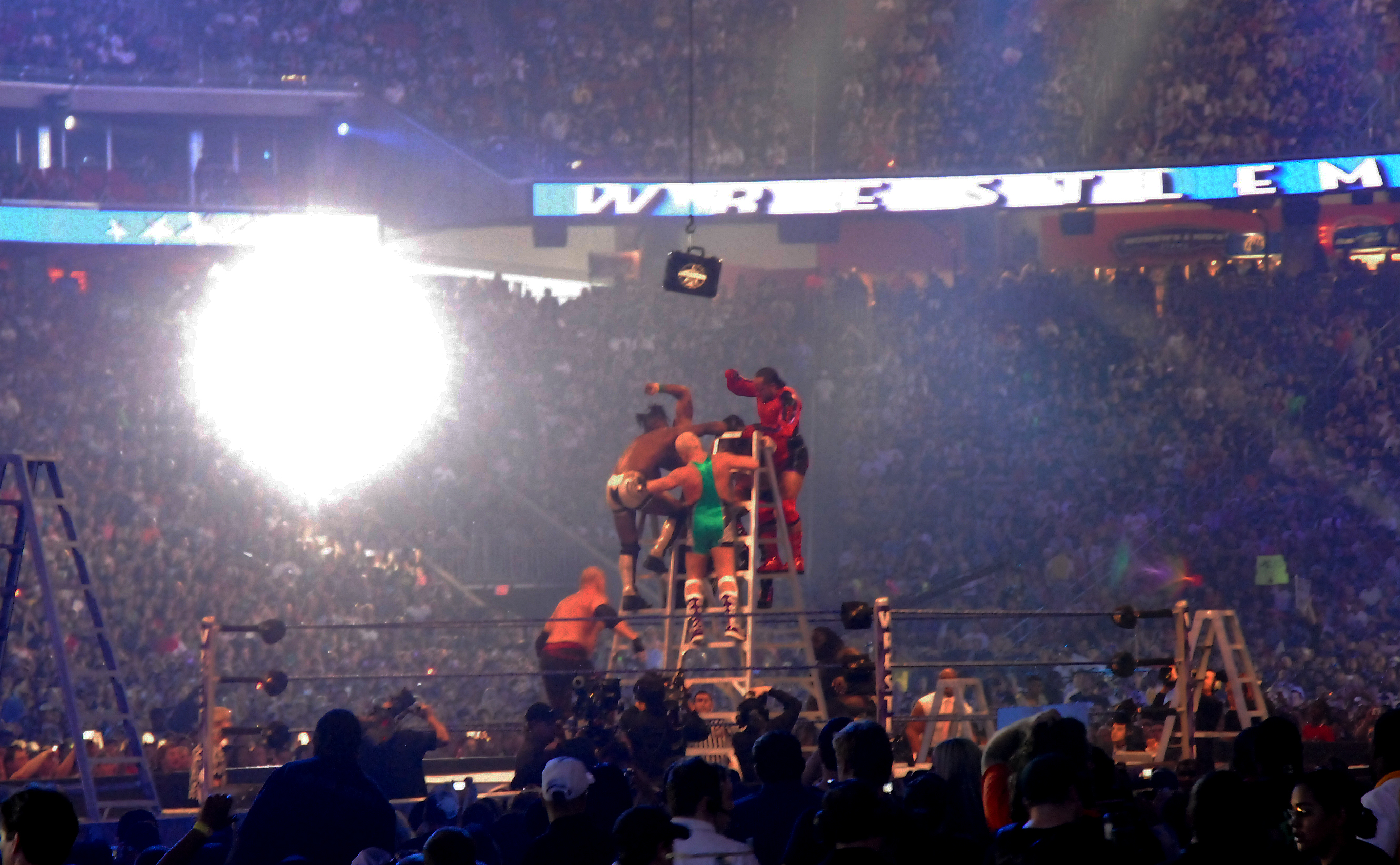
Матч с лестницами Money in the Bank 2009 года проходил на WrestleMania 25

Матч с лестницами Money in the Bank (англ. Money in the Bank ladder match) — это матч с лестницами с участием нескольких человек, проводимый американским рестлинг-промоушеном WWE. Впервые был проведен на ежегодном шоу WrestleMania 21 в 2005 году, а в 2010 году было создано отдельное шоу Money in the Bank.
Призом в матче является кейс, содержащий контракт на чемпионский матч, который может быть «обналичен» владельцем кейса в любой момент в течение года после победы. Если контракт не будет использован в течение года после победы, он станет недействительным, но такого ещё не случалось. С момента своего появления и до 2017 года в матчах участвовали только рестлеры-мужчины, а контракт заключался на матч за звание чемпиона мира. Начиная с шоу 2017 года, женщины также получили возможность участвовать в таких матчах, а их призом стал контракт на матч за звание чемпиона мира среди женщин. Начиная с шоу 2022 года, контракт можно использовать и на второстепенном чемпионе.
Первый в истории данный лестничный матч был проведен в 2005 году на WrestleMania 21, автором которого является Крис Джерико. В то время шоу было эксклюзивно для рестлеров бренда Raw, где первым его выиграл Эдж. С тех пор и до WrestleMania XXVI матч Money in the Bank, стал открытым для всех брендов WWE и оплотом WrestleMania. 2010 год ознаменовался вторым и третьим матчем Money in the Bank, когда в июле дебютировало новое pay-per-view «Money in the Bank», а на WrestleMania данный тип матча больше не проводился. В отличие от матчей на WrestleMania, это новое шоу включало в себя два таких же лестничных матча — по одному за контракт на матч за Чемпионство WWE (красный кейс под цвет бренда) и за матч Мировое Чемпионство в тяжелом весе соответственно (синий кейс под цвет бренда).
До введения ежегодного pay-per-view Money in the Bank рестлерам разрешалось использовать контракт, дабы претендовать на матч за любое мировое чемпионство в WWE. После введения системы pay-per-view Money in the Bank контракты были специально направлены на то или иное чемпионство. С объединением титулов WWE и Мировое Чемпионство в тяжелом весе в WWE Мировое Чемпионство в тяжелом весе в декабре 2013 года в шоу был только один контракт. Данное введение вступило в силу, начиная с шоу 2014 года.
Вскоре разделение брендов вернулось после шоу 2016 года вместе с новым мировым титулом, но шоу 2017 года было эксклюзивным для бренда SmackDown, и контракт соответствовал его мировому титулу, Чемпионству WWE (ранее WWE World Heavyweight Championship). Шоу 2017 года также включало в себя первый в истории матч Женский Лестничный матч Money in the Bank, победитель которого получил контракт за матч Чемпионство WWE SmackDown среди женщин. Но из-за разногласий, связанных с концовкой этого матча, на эпизоде SmackDown Live от 27 июня произошел первый перезапуск лестничного матча Money in the Bank с pay-per-view. Вскоре данное мероприятие вновь стало межбрендовым, начиная с шоу 2018 года, в котором приняли участие бренды Raw и SmackDown с одним мужским матчем и одним женским матчем, участники которого были равномерно распределены между брендами; соответствующие контракты гарантировали победителю чемпионский матч за главный титул их соответствующего бренда, позволяя рестлерам Raw (если они выиграли), чтобы заработать тайтл-шот за Вселенское Чемпионство или Чемпионство WWE Raw среди женщин, хотя в 2019 году это было сделано так, чтобы соответствующие победители могли бросить вызов чемпиону любого бренда.
В 2020 году, хоть и правила матча остались прежними, в довершение матча был добавлен гиммик «Корпоративная лестница» (англ. «Corporate Ladder»); как мужские, так и женские матчи, которые проводились в одно и то же время, проходили в глобальной штаб-квартире WWE в Стэмфорде, штат Коннектикут, в котором участники начали с первого этажа здания и пробирались на крышу, где были расположены ринг и лестницы с подвешенными над рингом кейсами — это изменение было вызвано с пандемией COVID-19. На шоу 2021 года матчи вернулись к своему обычному формату. Хотя изначально контракт был заключен только за матчи мировых чемпионств, победитель "Money in the Bank " 2022 года Остин Тиори стал первым, кто использовал кейс на не-мировом чемпионстве, а когда он неудачно оспаривал участие в матче за Чемпионство WWE в Соединенных Штатов. В 2024 году на WrestleMania XL после титульного матча за Мировое чемпионство в тяжелом весе между  действующем (на тот момент) и рекордным обладателем титула Сетом Роллинсом и претендентом за титул Дрю Макинтайром который и выиграл у него титул. Появившийся на шоу обладатель кейса Money in the Bank 2023 года Дамиан Прист, державший его 281 день что является рекордным всего шоу среди мужчин (предыдущий рекорд по держанию кейса среди мужчин принадлежал Сету Роллинсу, который продержав его 273 дня) успешно использовал контракт на Макинтайре и выиграл у него мировой титул.

## Концепция матча

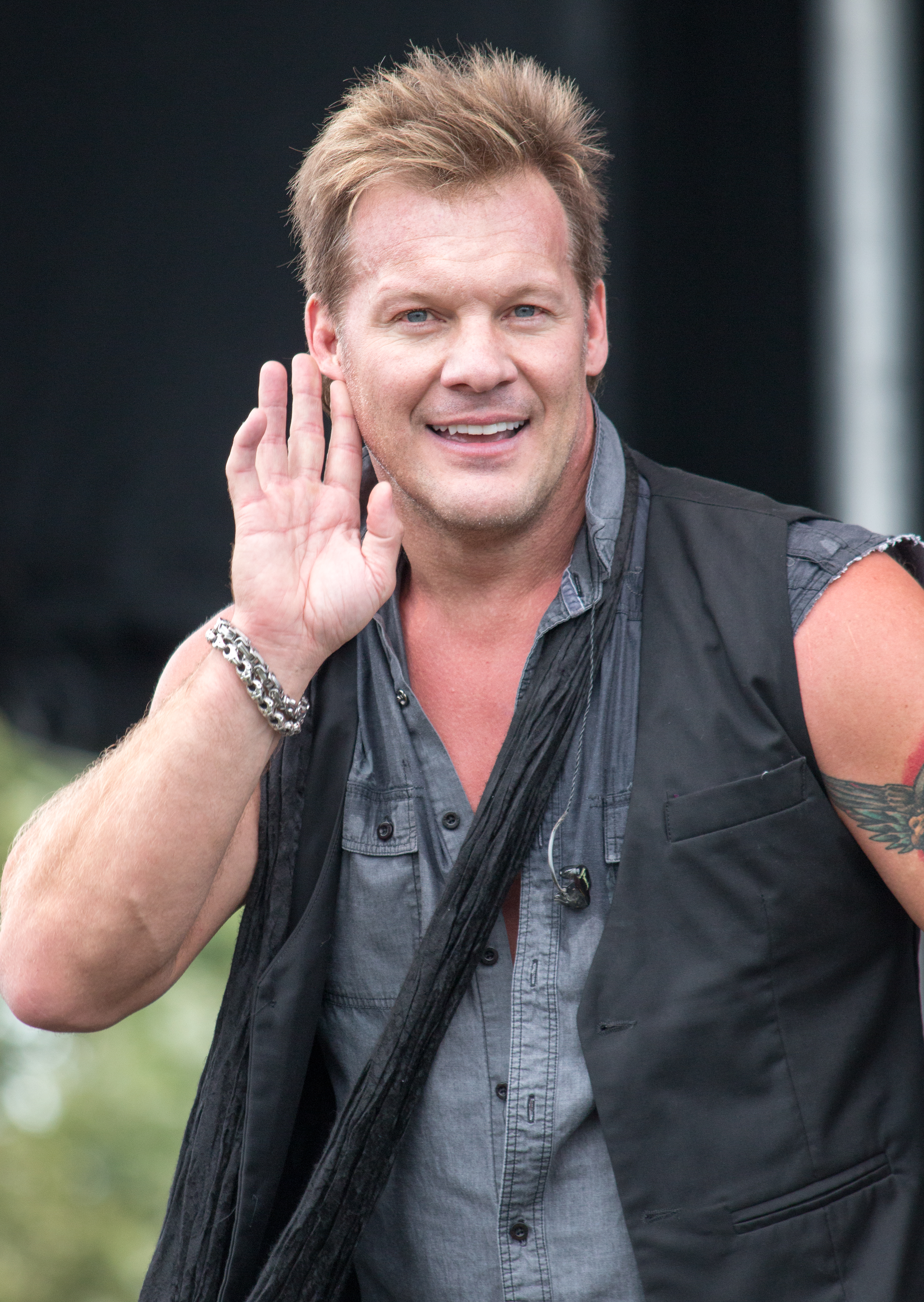
Крис Джерико автор данного типа матча, так и не снявший ни разу кейс

В лестничном матче Money in the Bank (англ. Money in the Bank ladder match) — могут принять участие 5-10 рестлеров, цель которого — достать кейс, подвешенный на высоте 20 футов (6,1 метров) над рингом. До 2017 года первоначально матч проводился только для рестлеров — мужчин, когда женщины только начали проводить свой собственный лестничный матч. В кейсе находится контракт, который гарантирует матч за мировое чемпионство, начиная с 2017 года за женское чемпионство — а с 2022 года контракт может быть использован на любом чемпионском титуле. Оригинальный матч на WrestleMania 21 был эксклюзивным для бренда Raw, а контракт гарантировал матч за главный титул Raw на тот момент им являлось — Чемпионство мира в тяжёлом весе . После этого у рестлеров был выбор между Чемпионством WWE и Мировым чемпионством в тяжёлом весе, независимо от того, к какому бренду принадлежал рестлер. В 2006 году титул Мирового чемпиона ECW, стал третьим вариантом до 2010 года, поскольку в феврале того же года бренд ECW вместе с титулом был расформирован (несмотря на то, что это был вариант, но ни один владелец контракта не использовал его на чемпионе ECW).
Начиная с введенного pay-per-view Money in the Bank в 2010 году, шоу включало в себя два лестничных матча, один для бренда Raw и один для SmackDown; Лестничный матч Raw проводился за контракт на матч за главный титул данного бренда на тот момент им было Чемпионство WWE, а контракт бренда SmackDown в то время, за главный титул бренда на тот момент являлось — Чемпионство мира в тяжёлом весе. Хотя разделение бренда закончилось после шоу 2011 года, лестничный матч, были посвященный каждому чемпионству, продолжался на протяжении всего шоу 2013 года. В декабре 2013 года титулы были объединены в Чемпионство мира WWE в тяжелом весе. События следующих трех лет включали в себя единственный лестничный матч с контрактом, гарантирующим матч за объединённый титул. Вскоре Разделение бренда вернулось после шоу 2016 года. Чемпионство мира WWE в тяжелом весе (перейменовано в Чемпионство WWE) стал эксклюзивным для бренда SmackDown, в то время как бренд Raw учредил Вселенское Чемпионство в качестве своего главного титула. Несмотря на это, шоу 2017 года был эксклюзивным для SmackDown, и контракт был заключен именно на матч за этот титул мирового чемпиона. На шоу 2017 года также состоялся первый женский лестничный матч Money in the Bank контракт который был на матч за Чемпионство WWE SmackDown среди женщин. Позже мероприятие вновь стало двухбрендовым, начиная с шоу 2018 года, в котором приняли участие как бренды Raw и SmackDown. Теперь в нём проводятся по два лестничных матча, один для мужчин и один для женщин, и в каждом в нём по восемь участников, равномерно распределенных между брендами. Это был первый год, когда победители могли побороться за титулы Вселенское Чемпионство и Чемпионство WWE Raw среди женщин соответственно. В 2018 году победители получили контракт на матч за мировое чемпионство соответствующего бренда, но в 2019 году он был изменён так, чтобы победители могли выбрать лучшие чемпионство любого бренда. На шоу 2020 года из-за пандемии COVID-19 матчи были изменены ; Мужские и женские матчи, в которых участвовало всего по шесть участников в каждом, но все же они были равномерно распределены между брендами, были перенесены в штаб-квартиру WWE в Стэмфорде, штат Коннектикут, и проходили в одно и то же время, причем все участники начинали с первого этажа и пробивались на крышу здания, где кейсы были подвешены над рингом. Шоу 2021 года вернулся к стандартным правилам, но шоу 2022 года показал неравномерное количество участниц в женском матче; было семь участниц с четырьмя из бренда Raw и тремя из SmackDown. Мужской матч изначально был запланирован с неравномерным разделением, но это было исправлено непосредственно перед началом матча. Шоу 2022 года также изменило правила контракта: теперь победители могут бороться за любой чемпионский титул, что продемонстрировал победитель 2022 года Остин Тиори, который неудачно закешил за Чемпионство WWE в Соединенных Штатах.
Основной фишкой кейса Money in the Bank заключается в том, что их можно обналичить по собственному усмотрению владельца буквально в любое время в любой программе WWE. Что позволяет владельцу воспользоваться минутной слабостью чемпиона, даже если чемпион только что закончил защиту титула на ночь. Такое стратегическое использование кейса было популяризировано Эджем, владельцем первого кейса Money in the Bank, который обналичил их на шоу New Year’s Revolution в январе 2006 года, сразу после того, как действующий чемпион Джон Сина закончил изнурительного Elimination Chamber матча против пяти других рестлеров. Поскольку Сина был измотан и едва мог защищаться, Эдж быстро расправился с чемпионом, создав тем самым мощный прецедент для будущих владельцев кейсов Money in the Bank. На WrestleMania 31 в 2015 году Сет Роллинс создал прецедент, когда обналичивание может произойти даже во время матча за чемпионство; Роллинс обналичил кейс во время матча главного события между победителем Royal Rumble Романом Рейнсом и действующим на тот момент Чемпионом мира WWE в тяжелом весе Броком Леснаром, удержав претендента за титул Рейнса.
Контракт действителен в течение одного года, и владелец кейса, получивший прозвище «Мистер /мисс Деньги в банке», может обналичить контракт в день, место и время по своему выбору. Кейс также можно защищать в матчах, подобно тому, как защищаются чемпионства. Все владельцы кейсов успешно защитили и обналичили контракт, за исключением Мистера Кеннеди и Отиса, которые оба выиграли контракты в лестничном матче, но проиграли контракт, защищая сам контракт в матче. Джон Сина, Дэмиен Сэндоу, Барон Корбин и Браун Строуман — единственные владельцы кейсов, которые нажились и не смогли завоевать чемпионство. На сегодняшний день Сина и Шарлотт Флэр выиграли контракт против них больше всего (три раза), поскольку Эдж, Роб Ван Дам и Дэмиен Сэндоу выиграли у Сины, в то время как Кармелла, Бейли и Никки П.С.Г. выиграли у Флэр. Сина также был вовлечен в первые три случая, когда чемпионство не смог перейти из рук в руки после обналичивания контракта; один раз в качестве претендента (который он выиграл из-за дисквалификации у CM Панка), второй раз в качестве чемпиона (победив Сэндоу чисто) и, наконец, в качестве отвлекающего манёвра, из-за которого Корбин проиграл чемпиону Джиндеру Махалу. Строуман является самым последним, кто потерпел неудачу в своем матче с кэш-ин, а также первым, кто потерпел неудачу из-за решения об отказе в оспаривании, когда Брок Леснар вмешался во время его матча за Вселенское Чемпионство против Романа Рейнса на шоу Hell in a Cell 2018 и уложил обоих рестлеров. Эдж, Дэниел Брайан и Сет Роллинс — единственные владельцы контрактов Money in the Bank, которым была предоставлена возможность выиграть титул, который не был их кассовым матчем (Эдж выиграл чемпионский турнир в 2005 году на Raw, чтобы выиграть титульный матч против Батисты, Брайан встретился с тогдашним чемпионом мира в тяжелом весе Марком Генри в матче в стальной клетке на эпизоде SmackDown от 29 ноября 2011 года, и Роллинс получил тайтл-шот в матче с тройной угрозой, также с участием Сины и чемпиона Брока Леснара, на Royal Rumble 2015).

## История

### 2005 год

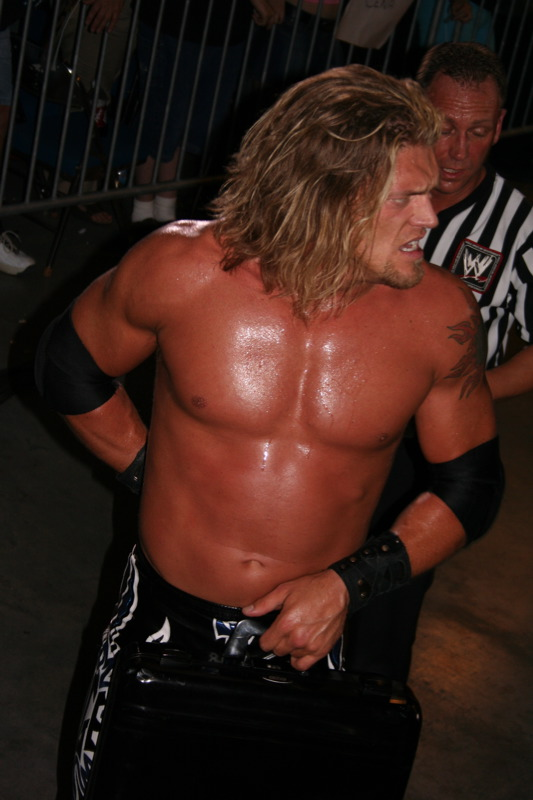
Эдж ставший первым мистером Money in the Bank на WrestleMania 21

В сюжетной линии WWE концепция матча Money in the Bank (англ. Money in the Bank) была представлена в марте 2005 года Крисом Джерико. Далее Джерико делиться этой идеей с тогдашним генеральным менеджером Raw Эриком Бишоффом, которому она понравилась, и он сразу же начал делать анонс на данный матч на WrestleMania 21. Где Эдж выиграл первый матч и продержав кейс до pay-per-view New Year’s Revolution в январе 2006 года. Использовав его против Чемпиона WWE Джона Сины, который только что успешно защитил титул в Elimination Chamber матче. Победив Сину и став Чемпионом WWE, Эдж быстро создал прецедент «наживы» на уязвимом чемпионе.

### 2006 год

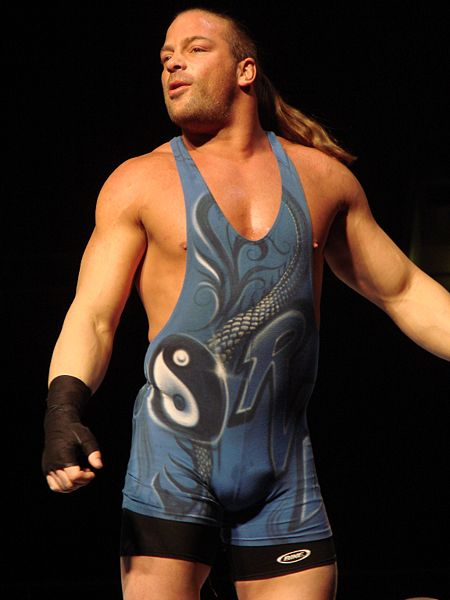
Роб Ван Дам победитель кейса Money in the Bank на WrestleMania 22 и первый рестлер, который заранее уведомил своего соперника.

Идея Money in the Bank была вновь возрождена рестлером Карлито на эпизоде Raw в феврале 2006 г. Мистер Макмэн одобрил это предложение и назначил квалификационные матчи к лестничному матчу с кейсом, который должен состояться на WrestleMania 22. Позже было объявлено, что сам матч должен был быть межпромоциональным, и поэтому генеральный менеджер SmackDown Теодор Лонг также организовал квалификационные матчи, чтобы выбрать трех рестлеров из своего ростера для участия в лестничном матче главного шоу года. В квалификационных матчах бренда Raw победителями стали: Роб Ван Дам победил Тревора Мердока, Шелтон Бенджамин победил Чаво Герреро, а Рик Флэр победил Карлито. На бренде SmackDown победителями стали: Финли победивший Бобби Лэшли, Мэтт Харди победив Дорожного воина Зверя, а Бобби Лэшли чтобы вновь войти в лестничный матч за кейс, выиграл «Бател-роял последнего шанса».
Победитель лестничного матча Money in the Bank на WrestleMania 22 стал Роб Ван Дам, столкнув Шелтона Бенджамина и Мэтта Харди с лестницы, когда он был на другой лестнице, и забрав кейс. В апреле того же года он защитил контракт и выиграл Интерконтинентальное чемпионство в матче «Контракт против титула / победитель забирает все» против Бенджамина на Backlash. Затем в мае 2006 года Роб Ван Дам объявил, что он использует свой контракт на шоу ECW One Night Stand против Сины в матче по экстремальным правилам. Матч закончился поражением Сины (из-за вмешательства гарпуна Эджа на Сине) после того, как Ван Дам выполнил Пятизвездочный Лягушачий всплеск (англ. Five Star Frog Splash). В итоге Роб Ван Дам — стал первым рестлером, который заранее уведомил соперника, прежде чем использовать свой контракт, предположительно, чтобы гарантировать, что Сина появится на шоу.

### 2007 год
Третий лестничный матч Money in the Bank состоялся на WrestleMania 23 и стал первым, в котором приняли участие восемь рестлеров из брендов Raw, SmackDown! и ECW. Квалификационные матчи начались на эпизоде Raw от 19 февраля. Также на этом эпизоде встретились два бывших обладателей кейсов Money in the Bank (Эдж и Роб Ван Дам), причем Эдж одержал победу удержанием и занял первое место в матче.

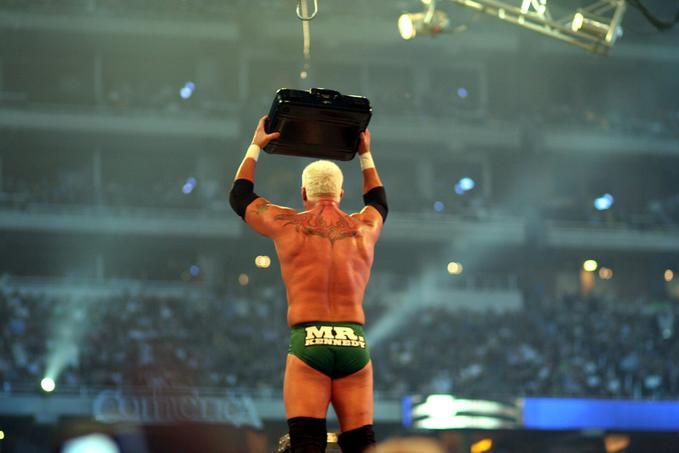
Мистер Кеннеди ставший «мистером Money in the Bank» на WrestleMania 23, стал первым рестлером в истории который не смог использовать свой контракт

20 февраля 2007 года на ECW состоялся ещё один кросс-брендовый матч, в котором Си Эм Панк победил Джонни Нитро пройдя квалификацию. 23 февраля на SmackDown! Король Букер победил Кейна в матче по правилам удержание где угодно после вмешательства Великого Кали и стал третьим рестлером, прошедшим квалификацию. 26 февраля на эпизоде Raw Джефф Харди победил Шелтона Бенджамина и стал четвёртым участником, прошедшим квалификацию. 27 февраля на вечере ECW Мистер Кеннеди победил Сабу в матче по экстремальным правилам и занял пятое место. 02 марта на эпизоде SmackDown! состоялись два отборочных матча, в которых Мэтт Харди победил Джоуи Меркьюри, а Финли в матче тройной угрозой победил Криса Бенуа и Монтела Вонтавиуса Портера, пройдя квалификацию. Последний квалификационный матч на Raw между Карлито и Риком Флэром, был признан несостоявшимся, из-за вмешательства Великого Кали атаковав обоих рестлеров. Матч был перенесен на следующую неделю на Raw, и Рэнди Ортон подкупом пробился в матч, который должен был стать матчем тройной угрозы на устранение, который Ортон выиграл, удержав Карлито и Флэра после выполнения RKO на каждом из них. Вскоре Эдж и Ортон недавно перестали выступать в команде Rated-RKO, и между ними было много напряженности, поскольку они оба пытались лишить другого места в лестничном матче за кейс; оба потерпели неудачу, так как Эдж в конечном итоге выиграл «баттл-роял последнего шанса» после симуляции травмы, чтобы сохранить свое место. Ортон был вынужден сразиться с Бобби Лэшли на ECW, чтобы сохранить свое место, что он и сделал.
В конечном счете Мистер Кеннеди победил на WrestleMania 23, после того, как сбросил Панка с лестницы, используя другую лестницу (Эдж был убран ранее Джеффом Харди). В течение следующих нескольких недель Кеннеди продолжал заявлять, что обналичит кейс на WrestleMania XXIV, однако на эпизоде Raw от 7 мая 2007 года он защищал и проиграл свой кейс Эджу. Кеннеди стал первым рестлером в истории WWE, который потерял кейс, не обналичив его. Следующей ночью на записи эпизода SmackDown от 11 мая 2007 года Чемпион мира в тяжелом весе Гробовщик и Батиста не выявили победителя в матче в стальной клетке, когда вернувшийся Марк Генри напал на Гробовщика и оставил его травмированным на ринге. Когда Генри уходил, Эдж вышел на ринг со своим кейсом, передал его рефери Джиму Кордерасу и победил Гробовщика использовав один гарпун, впервые выиграв Чемпионство мира в тяжелом весе. Таким образом, Эдж стал первым рестлером, который дважды получил контракт Money in the Bank.

### 2008 год

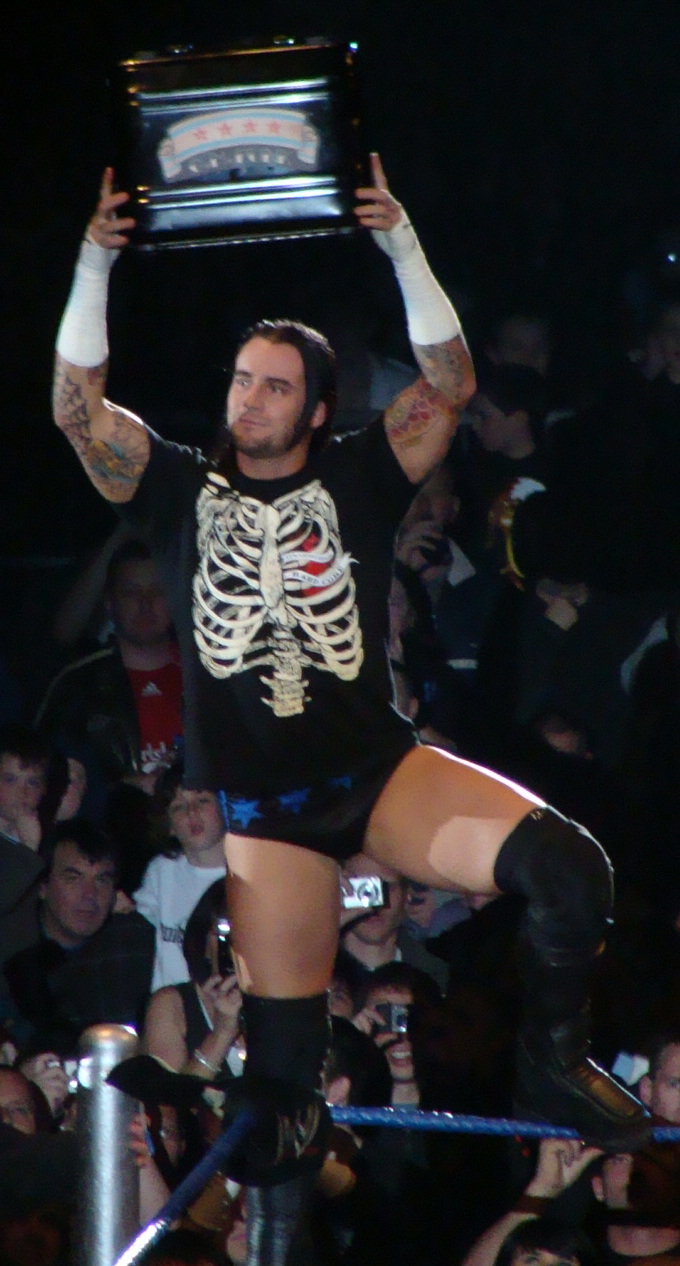
Си Эм Панк первый рестлер который выиграл два лестничных матча Money in the Bank и два раза подряд снявший кейс.

Четвёртый лестничный матч Money in the Bank состоялся на WrestleMania XXIV и должен был стать ещё одним матчем из восьми рестлеров, состоящим из бровенд Raw, SmackDown и ECW. Отборочные матчи начались на эпизоде Raw от 18 февраля, когда Джефф Харди и Мистер Кеннеди квалифицировались, победив Сницки и Вэла Вениса соответственно в одиночных матчах. На эпизоде SmackDown от 22 февраля Шелтон Бенджамин квалифицировался, победив Джимми Ван Яна в другом одиночном матче. Вернувшись на Raw, генеральный менеджер Уильям Регал поставил Криса Джерико на матч против Джеффа Харди с условием, что в случае победы Джерико он также будет участвовать в матче по лестнице. 25 февраля Джерико победил Харди в этом матче. На следующей неделе на Raw они снова встретились лицом к лицу, но на этот раз за Интерконтинентальное чемпионство Харди. Джерико выиграл матч и титул, и стало известно, что Харди был отстранен от WWE на 60 дней за нарушение правил оздоровительной программы. Впоследствии чего Харди был отстранен от участия в матче Money in the Bank и вообще от WrestleMania, превратив этот матч по лестнице в соревнование из семи человек. Также на этом эпизоде Raw Карлито победил Коди Роудса, тем самым пройдя квалификацию в лестничный матч. На хаус шоу SmackDown/ECW live 9 марта чемпион Соединенных Штатов MVP победил Джейми Ноубла в квалификационном матче. 11 марта на эпизоде ECW Си Эм Панк победили Big Daddy V, пройдя квалификацию. На эпизоде SmackDown от 14 марта Джон Моррисон победил своего командного партнера Миза и стал последним человеком, прошедшим квалификацию.
Си Эм Панк выиграл матч WrestleMania XXIV после того, как поймал ногу Джерико в ловушку на лестнице, а затем поднялся по лестнице и снял кейс. Панк обналичил свой контракт на эпизоде Raw от 30 июня. Когда Прощальную речь Джима Росса прервал тогдашний Мировой чемпион в тяжелом весе Эдж, который удалил его с ринга, а затем начал оскорблять толпу, говоря, что они никогда не увидят защиту чемпионата мира на Raw (поскольку в то время и Эдж, и Чемпион WWE Triple H были членами бренда SmackDown и Чемпион ECW под брендом ECW стал Марк Генри после того, как он победил тогдашнего чемпиона Кейна из бренда Raw и Биг Шоу из бренда SmackDown на Night of Champions (2008) в матче тройной угрозой, выиграв титул). Когда он собирался покинуть арену, Батиста вышел и напал на Эджа в отместку за мошенничество Эджа, чтобы выиграть их титульный матч предыдущей ночью на Night of Champions. Затем Панк немедленно побежал на ринг с рефери, чтобы использовать свой контракт, а затем выполнить Go to Sleep на Эдже, став новым Мировым чемпионом в тяжелом весе, сделав титул эксклюзивным для бренда Raw.

### 2009 год
На WrestleMania 25 был объявлен пятый ежегодный лестничный матч Money in the Bank. Отборочные матчи начались 23 февраля с бренда Raw, в котором Си Эм Панк квалифицировавшись, победил Джона Моррисона и Миза в матче тройной угрозы. На эпизоде Raw от 2 марта Кейн победил Майка Нокса и Рея Мистерио в другом матче тройной угрозы. 3 марта на эпизоде ECW Марк Генри квалифицировался на матч, победив Сантино Мареллу. Монтел Вонтевиус Портер и Шелтон Бенджамин квалифицировались в матчах на эпизоде SmackDown от 6 марта, победив Мэтта и Джеффа Харди в соответствующих одиночных матчах. На эпизоде Raw от 9 марта, Кофи Кингстон квалифицировался в лестничный матч, победив Криса Джерико, после того как Джерико был отвлечен Риком Флером. Кристиан квалифицировался следующим вечером на бренде ECW, выиграв трехбрендовый баттл роялл. Финли стал последним человеком, прошедшим квалификацию на матч, победив Брайана Кендрика на эпизоде SmackDown от 13 марта.
На WrestleMania 25 Панк выиграл матч и стал первым рестлером, выигравшим два матча Money in the Bank, и единственным, кто выигрывал матч два года подряд. 1 мая на эпизоде SmackDown Панк бросил вызов Мировому чемпиону в тяжелом весе Эджу в нетитульный поединке с намерением, что если он победит Эджа, то он получит свой титульный бой сразу после матча. Позже той же ночью Панк победил Эджа и попытался использовать контракт. Однако, прежде чем прозвенел звонок на ринге, чтобы начать титульный матч, на Панка и Эджа напали Умага и Джефф Харди соответственно. Как следствие, матч так и не начался, и Панк сохранил свой контракт. На эпизоде SmackDown от 15 мая Панк вновь попытался использовать контракт на матче за звание Мирового чемпиона в тяжелом весе против Эджа, но снова был остановлен Умагой. На Extreme Rules После того, как Джефф Харди победил Эджа в лестничном матче, за Мировое чемпионство в тяжелом весе, Панк использовал свой констракт, выиграть Мировое чемпионство в тяжелом весе во второй раз. В результате того, что фанаты освистали его за то, что он нажился на Харди, который был очень популярен среди фанатов, тем самым начал постепенное превращение своего персонажа Панка в злодея.

### 2010 год

#### Февраль-Апрель

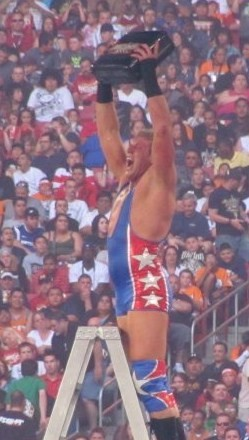
Джек Сваггер выигрывает шестой и последний, лестничный матч Money in the Bank проходившего на главном шоу года WrestleMania

На эпизоде Raw от 22 февраля было объявлено, что шестой ежегодный матч Money in the Bank состоится на WrestleMania XXVI. Позже тем же вечером состоялся первый отборочный матч, в котором Кристиан победил Карлито, пройдя квалификацию. Ещё три отборочных матча были проведены на эпизоде SmackDown от 26 февраля, в котором Дольф Зигглер победил Джона Моррисона и R-Truth в матче тройной угрозы, а Кейн победил Дрю Макинтайра, и Шелтон Бенджамин победил Си Эм Панка в квалификации. 1 марта на эпизоде Raw Джек Сваггер и MVP прошли квалификацию, победив Сантино Мареллу и Зака Райдера соответственно. Мэтт Харди был следующим, кто прошел квалификацию на матч, победив Дрю Макинтайра на эпизоде SmackDown от 5 марта. Матч Эвана Борна который победил Уильяма Регала изначально был объявлен финальным отборочным матчем, на эпизоде Raw от 8 марта, став восьмым участником. Дрю Макинтайр благодаря его благоприятной связи с председателем WWE г-ном Макмэном, получает третий шанс на эпизоде SmackDown от 12 марта, чтобы пройти квалификацию на матч. В том же, матче будет и защита Интерконтинентального чемпионства WWE утвержденным генеральным менеджером SmackDown Теодором Лонгом, Макинтайр победил местного рестлера Аарона Боло, пройдя квалификацию. На эпизоде Raw от 22 марта число участников было вновь увеличено до рекордных десяти, когда Кофи Кингстон победил Владимира Козлова в квалификации.
На WrestleMania XXVI Джек Сваггер выиграл матч после того, как сбил Кристиана с лестницы самим кейсом. Следующей ночью на Raw Сваггер попытался использовать свой контакт против чемпиона WWE Джона Сины после того, как устроил Сине засаду. Однако, поскольку Сина слишком быстро оклемался от засады, Сваггер отменил свой матч и сохранил контракт. Следующим вечером, во время записи эпизода SmackDown от 2 апреля 2010 года, после того, как Эдж атаковал тогдашнего Чемпиона мира в тяжелом весе Криса Джерико, Сваггер использовал свой контракт и успешно завоевал титул чемпионство мира в тяжелом весе.

#### Июнь-Ноябрь

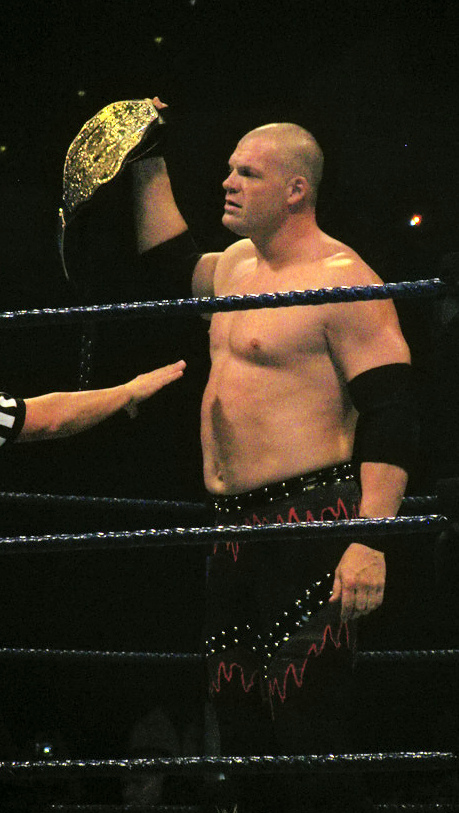
Кейн выиграл синий кейс Money in the Bank от бренда SmackDown. Позже на том же шоу он использовал свой контракт и выиграв Мировое Чемпионство в тяжелом весе, став первым рестлером, который быстро использовал свой кейс.

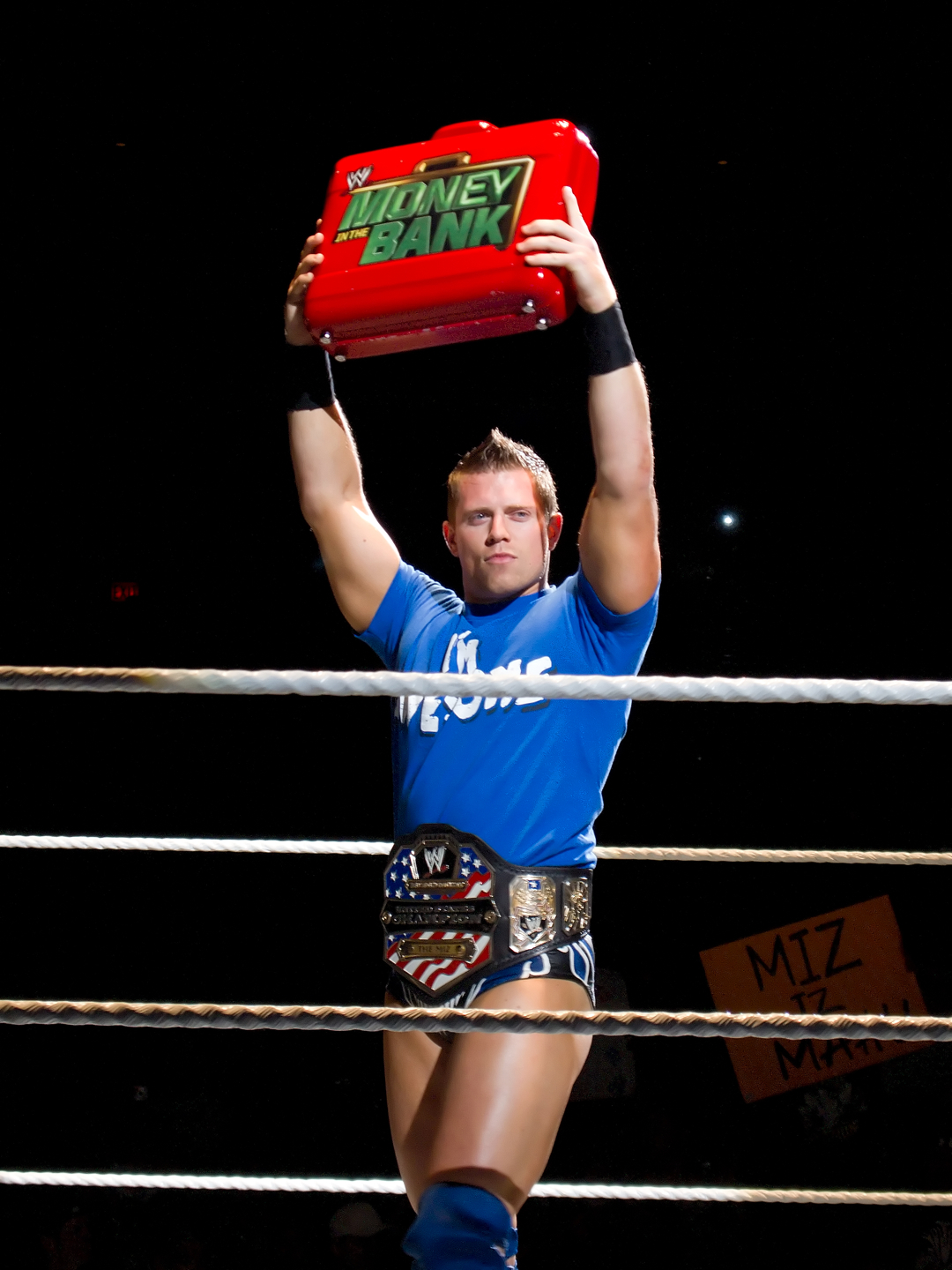
Миз победитель красного кейса Money in the Bank бренда Raw, в июле 2010 года

В феврале 2010 года WWE объявила, что «Money in the Bank» станет новым pay-per-view шоу, которое пройдет 18 июля в Sprint Center в Канзас-Сити, штат Миссури. Шоу включало в себя два лестничных матча Money in the Bank, по одному для каждого бренда. В отличие от предыдущих итераций матча, победители могли соревноваться только за звание мирового чемпиона своего собственного бренда. 28 июня на эпизоде Raw, все восемь участников матча бренда Raw были объявлены приглашенным ведущим Робом Зомби. Восемью участниками стали Рэнди Ортон, Миз, R-Truth, Крис Джерико, Эван Борн, Тед ДиБиаси (младший), Джон Моррисон и Эдж. Однако на эпизоде Raw от 5 июля R-Truth был вовлечен в сюжетную линию травмы с Мизом и впоследствии чего выбыл из матча и был заменен на Марка Генри. Спустя два дня WWE объявила на своем официальном сайте шестерых участников лестничного матча за кейс бренда SmackDown ими стали: Мэтт Харди, Кейн, Коди Роудс, Кристиан, Кофи Кингстон и Биг Шоу. Также на эпизоде SmackDown от 9 июля Дрю Макинтайр и Дольф Зигглер участвовали в отборочных матчах и были добавлены к матчу за кейс.
На PPV Money in the Bank 2010, Кейн выиграл синий кейс Money in the Bank от бренда SmackDown. Позже на том же шоу Кейн использовал свой контракт, победив Рея Мистерио и выиграв Мировое Чемпионство в тяжелом весе. Также Кейн стал рестлером, который быстро (49 минут) использовал свой кейс. Что касается бренда Raw, то им стал обладатель красного кейса Миз. После пары неудачных попыток (которые из-за того, что не прозвучал звонок для начала матчей, позволили Мизу каждый раз сохранять кейс), Миз, наконец, воспользовался своей возможностью выиграть титул на эпизоде Raw от 22 ноября 2010 года, сразу после того, как Рэнди Ортон успешно сохранил титул чемпиона WWE против Уэйда Барретта в моменте когда Нексус атаковал Ортона перед матчем и повредив ему правую ногу. Миз победив Ортона и выиграл свое первое Чемпионство WWE.

### 2011 год
Второе pay-per-view Money in the Bank состоялось 17 июля 2011 года на Allstate Arena в Роузмонте, штат Иллинойс. Альберто Дель Рио из бренда Raw и Дэниел Брайан из бренда SmackDown выиграли свои контракты соответствующих брендов в лестничных матчах за 2011 год. В конце вечера, после того, как CM Панк выиграл Чемпионство WWE у Джона Сины, Мистер Макмэн приказал Дель Рио немедленно прийти и попытаться использовать свой кейс против Панка. (Панк пригрозил покинуть компанию после pay-per-view, поскольку его контракт истекал.) Дель Рио вышел, чтобы сделать это, но Панк отбился от на него и скрылся в толпе. Аналогичная попытка обналичивания была предпринята с тогдашним чемпионом Реем Мистерио на эпизоде Raw от 25 июля 2011 года, но Дель Рио снова не смог использовать кейс. 14 августа 2011 года, Дель Рио все же смог обналичить свой кейс и победил CM Панк за титул Чемпиона WWE на SummerSlam.
На эпизоде SmackDown от 22 июля 2011 года Дэниел Брайан объявил, что собирается закешить свой контракт на WrestleMania XXVIII. 25 ноября 2011 года на эпизоде SmackDown Дэниел Брайан выиграл Чемпиона мира в тяжелом весе у Марка Генри, когда он был нокаутирован Биг Шоу. Брайан одержал победу удержанием и получив титул чемпиона, однако генеральный менеджер SmackDown Теодор Лонг отменил матч из-за того, что Генри не был допущен к соревнованиям по медицинским показаниям, и это первый раз когда контракт матча Money in the Bank был отменен. Поскольку матч официально так и не состоялся, Брайану вернули его кейс и снова повторили, то что он планировал его использовать на WrestleMania XXVIII, хотя ему дали шанс на Мировое чемпионство в тяжелом весе против Генри в матче в стальной клетке в прямом эфире праздничного эпизода SmackDown на следующий вторник, который Брайан потерял. И все же 18 декабря 2011 года на шоу TLC: Столы, лестницы и стулья, после того, как Биг Шоу победил Генри и выиграл Чемпионство мира в тяжелом весе, Генри атаковал Биг Шоу стальным стулом, что позволило Брайану закешить свой кейс на Биг Шоу, тем самым выиграв свое первый Чемпионство мира в тяжелом весе. Дэниел Брайан также становиться первым рестлером из бренда NXT который выигрывает мировое чемпионство компании.

### 2012 год

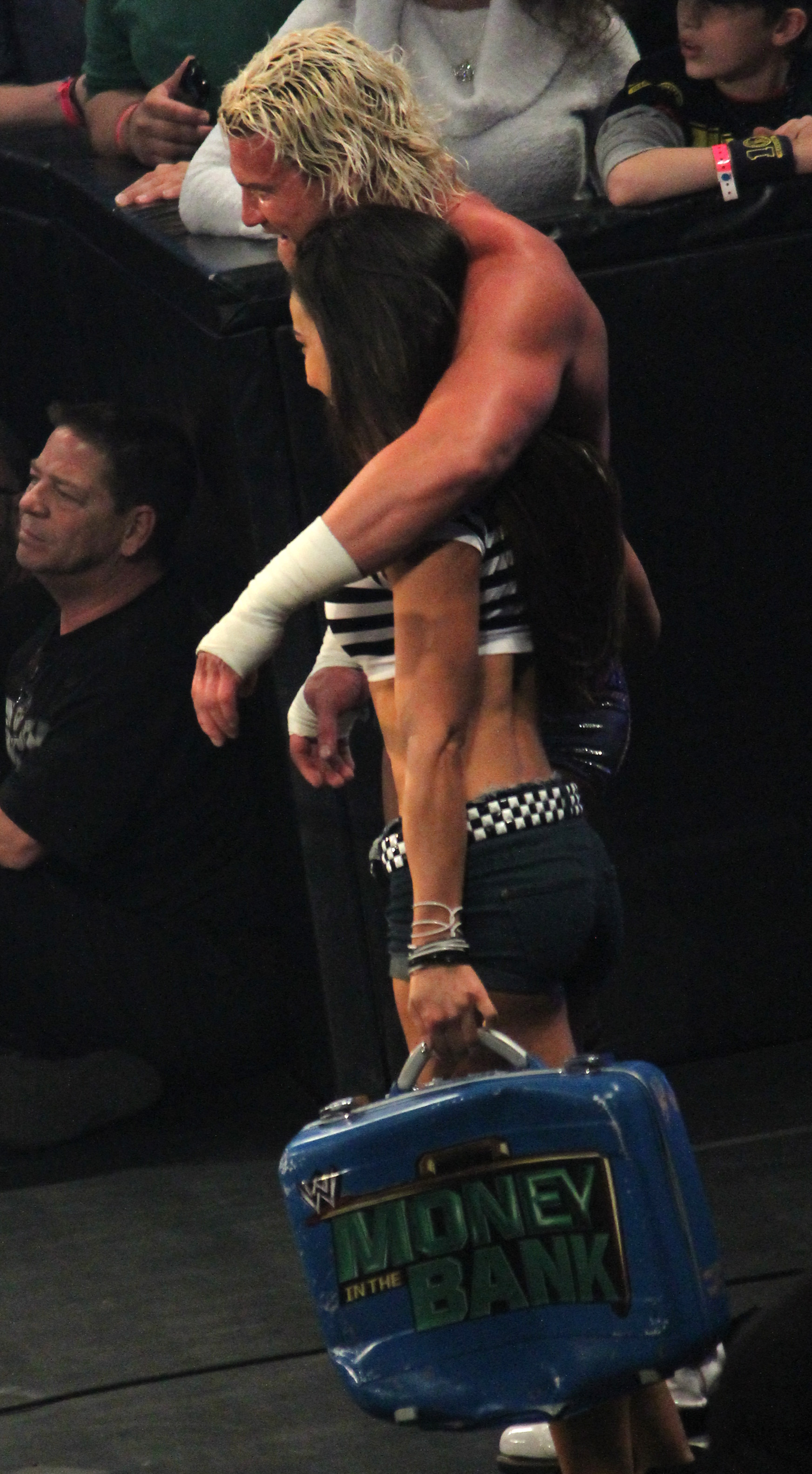
Дольф Зигглер с Эй Джей Ли, которая держит его кейс Money in the Bank за Чемпионство мира в тяжёлом весе

Третье pay-per-view Money in the Bank состоялось 15 июля 2012 года в Центре US Airways в Финиксе, штат Аризона. Были обычные два лестничных матча «Money in the Bank»; однако матчи как раньше больше не были разделены по брендам (поскольку и Raw, и SmackDown к этому времени стали полноценными «Супершоу»). Вместо этого они были разделены по Чемпионству (WWE и World Heavyweight).
В первом матче вечера Дольф Зигглер победил других семерых соперников и выиграл контракт на Чемпионство мира в тяжёлом весе в лестничном матче. В тот же вечер он попытался заработать тайтл-шот за титул против Шеймуса, но был атакован Альберто Дель Рио до того, как рефери успел подать сигнал, поэтому он сохранил свой контракт. На эпизоде Raw от 20 августа Зигглер успешно защитил свой кейс от Криса Джерико в матче «Карьера против контракта». В результате чего Джерико был вынужден покинуть WWE. Во время эпизода Raw от 3 декабря 2012 года управляющий супервайзер Вики Герреро была вынуждена Мистером Макмэном превратить матч Сины и Зигглера на TLC: Столы, лестницы и стулья в лестничный матч на кону которого стоял контракт Money in the Bank Зигглера, за титул Чемпиона мира в тяжелом весе. На шоу 16 декабря он успешно защитил кейс с помощью Эй Джей Ли. 8 апреля 2013 года на эпизоде Raw Зигглер закешил свой контракт на Мировом чемпионе Альберто Дель Рио после победы Дель Рио в гандикап матче над Джеком Сваггером и Зебом Колтером. Зигглер победил Дель Рио и выиграл свой второе Чемпионство мира в тяжелом весе после почти девяти месяцев владения кейсом.
В последнем матче шоу 2012 года Джон Сина победил Кейна, Биг Шоу, Миза и Криса Джерико, выиграв контракт Money in the Bank за Чемпионство WWE в своем первом лестничном матче Money in the Bank. В 2012 году было заранее добавлено специальное условие, согласно которому только бывшие чемпионы WWE могли участвовать в лестничном матче Money in the Bank за контракт на Чемпионство WWE. Сина выиграл, когда ручка портфеля отломилась во время использования его против Биг Шоу, предварительно заблокировав им удар нокаутом Шоу. На эпизоде Raw от 16 июля 2012 года Сина объявил, что он на следующей неделе закешит свой контракт на юбилейном Raw 1000. Тем самым став вторым рестлером после Роба Ван Дама, который заранее предупредил соперника. На 1000 Raw Сине не удалось выиграть титул WWE, когда Биг Шоу вмешался в матч, в результате чего тогдашний чемпион CM Панк победил по дисквалификации и сохранил титул (поскольку чемпионства не могут переходить из рук в руки через дисквалификацию, если не оговорено иное). Это сделало Сину первым победителем Money in the Bank, который не смог завоевать титул.

### 2013 год

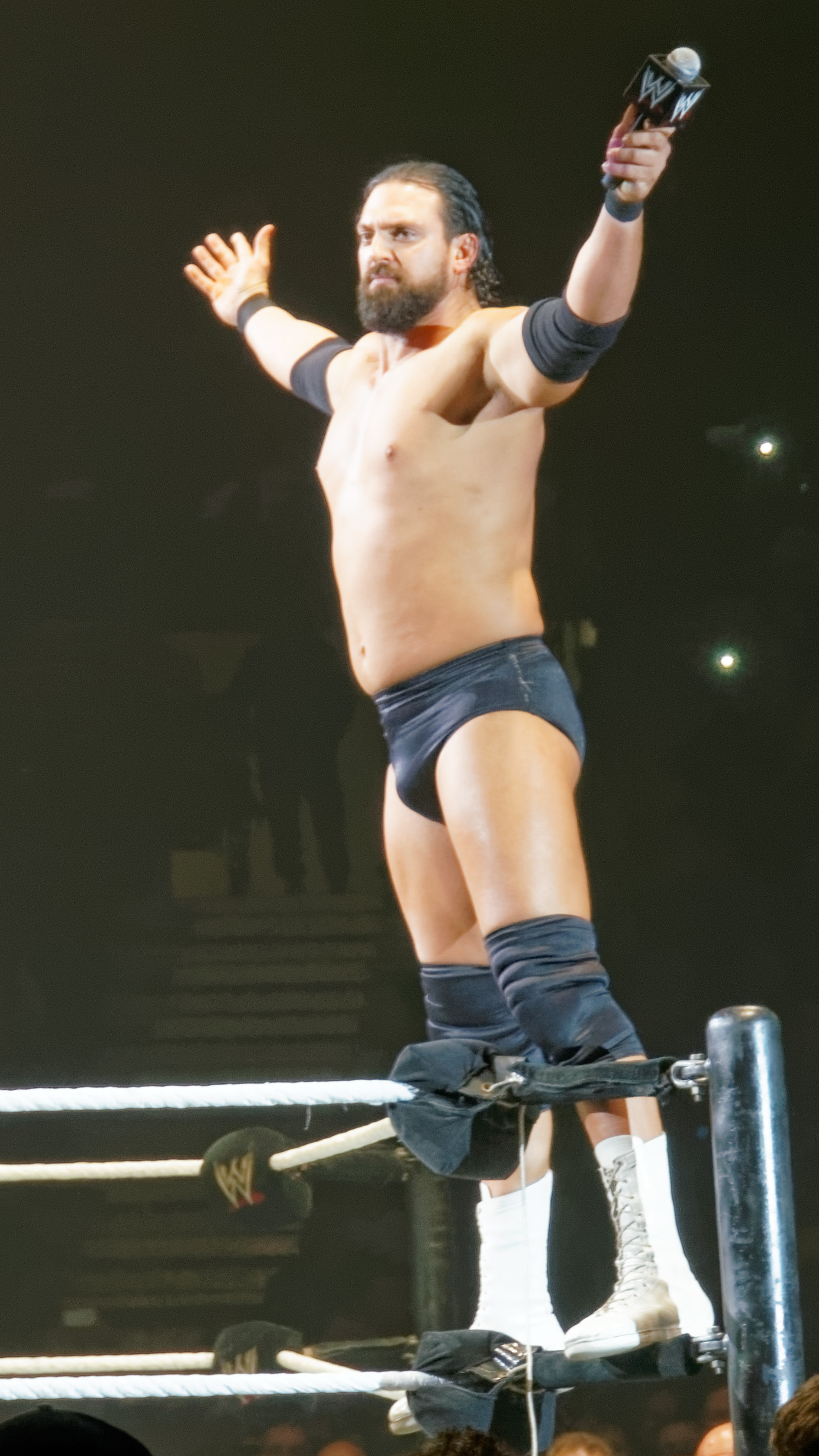
Дэмиен Сэндоу второй рестлер, который неудачно закешил свой контракт, но и первый, кто проиграл матч с использованием контракта из-за удержания.

Четвёртое pay-per-view Money in the Bank состоялось 14 июля 2013 года в Wells Fargo Center в Филадельфии, штат Пенсильвания. Где проходили два традиционных лестничных матча за кейсы «Money in the Bank» — один за контракт на матч Чемпионство WWE, а другой за контракт на матч Чемпионства мира в тяжелом весе.
На эпизоде Raw от 24 июня 2013 года главный бренд-директор WWE Стефани Макмэн объявила что CM Панк, Дэниел Брайан, Рэнди Ортон, Шеймус, Кристиан, Кейн и Роб Ван Дам станут участниками лестничного матча за контракт на чемпионство WWE. Однако позже Кейн был удален из матча после того, как получил травму из-за нападения Семьи Уайатт на эпизоде Raw от 8 июля. В итоге Ортон выиграл контракт красного кейса на PPV. И закешил свой контракт, на SummerSlam, на Чемпионе WWE Дэниеле Брайане, который победил Джона Сину и выиграл чемпионство. Ортон победил Брайана и выиграл свое седьмое Чемпионство WWE после того, как главный операционный директор WWE Трипл Эйч, который был специальным приглашенным судьей между Брайаном и Синой, проведя Брайану с Родословную (англ. Pedigree) после пяти недель владения кейсом.
На записях SmackDown 25 июня (в эфир вышло 28 июня) старший советник SmackDown Теодор Лонг объявил, участников лестничного матча за контракт на титул Чемпионства мира в тяжелом весе ими будут Чемпион WWE США Дин Эмброуз, Фанданго, Антонио Сезаро, Джек Сваггер, Уэйд Барретт, Коди Роудс и Дэмиен Сэндоу. Победителем синего кейса PPV стал Сэндоу. 28 октября 2013 года на эпизоде Raw Сэндоу закешил свой контракт на Чемпионе мира в тяжелом весе Джоном Синой. Но Сина победил Сэндоу, сделав Сэндоу вторым рестлером, неудачно закешил свой контракт, но и первым, кто проиграл матч с использованием контракта из-за удержания.
15 декабря 2013 года на шоу TLC: Tables, Ladders & Chairs Чемпионство WWE и Мировое в тяжелом весе были объединены в один титул Мирового чемпиона WWE в тяжелом весе.

### 2014 год
Пятое pay-per-view Money in the Bank состоялась в воскресенье, 29 июня 2014 года, на TD Garden в Бостоне, штат Массачусетс. Первоначальный план шоу состоял в том, что победитель лестничного матча получит контракт на матч за теперь объединённый титул, как обычно. Однако 9 июня действующий Мировой Чемпион WWE в тяжелом весе Дэниел Брайан был вынужден отказаться от титула из-за травмы шеи, и поэтому уже объявленный матч (в составе которого участвуют: Джон Сина, Рэнди Ортон, Альберто Дель Рио, Брэй Уайатт, Сезаро, Шеймус, Кейн и Роман Рейнс) стал вместо этого, вакантным за титул.

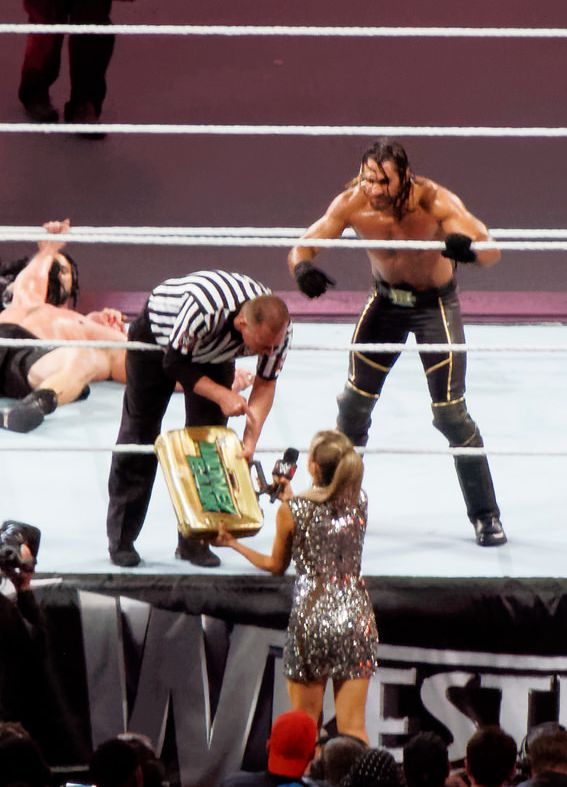
Сет Роллинс закешил свой контракт Money in the Bank в мэйн-эвенте WrestleMania 31

На эпизоде Main Event от 17 июня Сет Роллинс объявил, что в дополнение к матчу за титул чемпиона, состоится традиционный лестничный матч «Money in the Bank» за контракт на матч Мирового Чемпионства WWE в тяжелом весе на PPV, и что Роллинс будет первым его участником. Остальными участниками были Бэд Ньюс Барретт, Дольф Зигглер, Роб Ван Дам, Джек Сваггер, Кофи Кингстон и Дин Эмброуз. Последний и вовсе угрожал сорвать матч, что в итоге был добавлен в матч по просьбе Роллинса. Позже рестлер Бэд Ньюс Барретт выбывает с матча из-за травмы.
Сет Роллинс выиграл матч и контракт после того, как Кейн вмешался от имени Руководства (англ. The Authority) и сбил Дина Эмброуза с лестницы. Следующей ночью Роллинс попытался закешить на новом чемпионе Джоне Сине, но был остановлен Эмброузом. На Night of Champions Роллинсу снова не удалось использовать свои кейс Money in the Bank, на этот раз против Мирового Чемпион WWE в тяжелом весе Брока Леснара после того, как он атаковал его curb stomp. Неудачная попытка произошла после того, как Джон Сина атаковал Роллинса, прежде чем прозвенел колокол, из-за того, что Роллинс стоило Сине чемпионства минутами ранее.
На WrestleMania 31 Сет Роллинс все-таки закешил свой кейс во время мэйн-эвента чемпионского матча между действующим чемпионом Броком Леснаром и претендентом Романом Рейнсом. Тем самым он превратил одиночный матч между Леснаром и Рейнсом в матч Тройной угрозы. Затем Роллинс использовал curb stomp, удержал Рейнса и успешно завоевал титул Мирового Чемпиона WWE в тяжелом весе. В результате чего Роллинс установил несколько рекордов: он стал первым человеком, закешивший контракт во время чемпионского матча, ставший первым человеком, использовавший свой кейс на WrestleMania и ставший первым, кто выиграл чемпионство, не удержав чемпиона во время матча с использованием.

### 2015 год
14 июня 2015 года в Колумбусе, штат Огайо, состоялось шестое ежегодное pay-per-view шоу Money in the Bank. В нём принимали участие Дольф Зигглер, Шеймус, Кофи Кингстон, Невилл, Роман Рейнс, Рэнди Ортон и Кейн. Победу в традиционным лестничном матче одержал Шеймус выиграв матч и получил контракт за матч на Мировое Чемпионство WWE в тяжелом весе.
На Survivor Series Шеймус закешил свой контракт, победив Романа Рейнса, который только что выиграл вакантный чемпионат после победы над Дином Эмброузом в финале турнира.

### 2016 год
19 июня в Лас-Вегасе состоялась седьмое ежегодное pay-per-view шоу Money in the Bank. В традиционном лестничном матче «Money in the Bank» приняли участие: Сами Зейн, Кевин Оуэнс, Сезаро, Крис Джерико, Альберто Дель Рио и Дин Эмброуз выигравшие свои отборочные матчи на эпизоде Raw от 23 мая, став участниками матча. Первоначально планировалось, что матч будет состоять из 7 человек, но позже седьмое место из матча было убрано. Эмброуз выиграл матч и получил контракт на матч за Мировое Чемпионство WWE в тяжелом весе. После завершения мэйн эвента он успешно закешил контракт на Сете Роллинсе, который только что выиграл титул у Романа Рейнса. В итоге Эмброуз стал вторым рестлером, закешевшим свой контракт в тот же вечер, что и выиграл его. Эта ночь была также примечательна тем, что сделала группировку ЩИТ первой группой в истории WWE, ставшие мировыми чемпионами в одну и ту же ночь.
На следующем месяце произошло Разделение брендов.

### 2017 год
18 июня 2017 состоялась восьмое ежегодное pay-per-view шоу Money in the Bank проходившее в Scottrade Center в Сент-Луисе, штат Миссури, в качестве эксклюзивного шоу для бренда SmackDown. Для традиционного лестничного матча, у которого имеется контракт на матч за титул Чемпиона WWE SmackDown (ранее WWE World Heavyweight Championship), комиссар SmackDown Шейн Макмэн объявил Эй Джея Стайлза, Синсукэ Накамуру, Дольфа Зигглера, Сами Зейна и Барона Корбина в качестве первоначальных пяти участников. Чемпион Соединенных Штатов Кевин Оуэнс был добавлен после того, как он убедил Шейна сделать его шестым участником. У Моджо Роули была возможность провести матч с участием семи человек, если бы он смог победить Чемпиона WWE Джиндера Махала, но ему это не удалось. На этом шоу Барон Корбин выиграл матч и получил контракт на матч за Чемпионство WWE. На эпизоде SmackDown Live от 15 августа 2017 года Джон Сина провел нетитульный матч против чемпиона WWE Джиндера Махала. Когда Сина прижимая Махала, Корбин атаковал его, что привело к дисквалификации. Затем Корбин закешил свой контракт Money in the Bank на Махале, но как только прозвенел звонок, он атаковал Сину, который был на апроне, позволив Махалу быстро удержать и победив Корбина. В итоге Корбин стал третьим рестлером, неудачно обналичившим контракт, и вторым, проигравшим матч с использованием.
На эпизоде SmackDown Live от 30 мая к шоу был добавлен ещё один матч «Money in the Bank», впервые в нём приняли участие женщины. Шарлотт Флэр, Бекки Линч, Наталья, Кармелла и Тамина первоначально должны были принять участие в фатальном пяти стороннем матче на выбывание, чтобы определить претендентку номер один за Чемпионство WWE SmackDown среди женщин против Наоми на Money in the Bank. Перед началом матча началась драка между женщинами, что в итоге их матч так и не состоялся. Затем Комиссар SmackDown Шейн Макмэн объявил пятерке женщин что они все участницы примут участие в первом в истории женском лестничном матче Money in the Bank на шоу, где победитель получит контракт на матч Чемпионство WWE SmackDown среди женщин. Кармелла выиграла матч после того, как Джеймс Эллсворт поднялся по лестнице, сняв кейс и бросил его ей на ринг. Однако в следующем эпизоде SmackDown Live генеральный менеджер SmackDown Дэниел Брайан заставил Кармеллу отказаться от кейса, так как Эллсворт снял его для неё. На том же эпизоде Брайан также запланировал матч-реванш за Money in the Bank на 27 июня, Эллсворта отстранили от ринга (позже и от местонахождения на арене). В этом эпизоде Кармелла, с некой помощью отстраненного Эллсворта, сама забрала кейс и вернула себе контракт на матч чемпионата SmackDown среди женщин. На эпизоде SmackDown Live от 10 апреля 2018 года, продержав контракт 287 дней (самый долгий срок, в течение которого любой рестлер держал Money in the Bank кейс), Кармелла закешила контракт и победив Шарлотту Флэр, которая только что подверглась нападению со стороны дебютировавших The IIconics (Пейтон Ройс и Билли Кей) — Чемпионство WWE SmackDown среди женщин.

### 2018 год
17 июня 2018 года состоялась девятое ежегодное pay-per-view шоу Money in the Bank проходившее на Allstate Arena в пригороде Чикаго Роузмонт, штат Иллинойс. Впервые с 2011 года, когда произошло разделение брендов, шоу стало межбрендовым, в нём приняли участие бренды Raw и SmackDown. Шоу включало в себя один мужской и женский лестничный матч с участием восьми участников в каждом, поровну разделенных между брендами. Контракты предоставляли победителям право на участие за мировое чемпионство их соответствующего бренда. Мужской контракт предоставлял победителю матч либо за Вселенское Чемпионство на Raw, либо за Чемпионство WWE на SmackDown, аналогично как женский контракт предоставлял победителю матч за Чемпионство WWE Raw среди женщин или за Чемпионство WWE SmackDown среди женщин.
Отборочные матчи в обоих лестничных матчей начались с эпизода Raw от 7 мая. В мужском матче Браун Строуман, Финн Балор, Бобби Руд и Кевин Оуэнс квалифицировались с Raw, с бренда SmackDown квалифицировались Миз, Русев, участник The New Day (как выяснилось на шоу выяснилось, им оказался Кофи Кингстон) и Самоа Джо. Строуман выиграл лестничный матч за контракт Money in the Bank. Во время лестничного матча Строуман сбросил Оуэнса с верхушки лестницы, и Оуэнс упал на стол. Однако на этом их вражда не была окончена, что привело к матчу в SummerSlam, где Строуман защитил свой контракт против Оуэнса с условием, что если Строуман проиграет любым способом, он потеряет контракт. Строуман, сохранил контракт. Однако, он станет третьим человеком, который заранее объявит о своем матче с кэш-ин. Сначала он объявил, что закешит на победителе в мэйн ивенте SummerSlam между действующим мировым чемпионом Броком Леснаром и претендентом Романом Рейнсом, но во время этого матча он был выведен из строя Леснаром и таким образом, не использовав кейс (это отвлечение позволило бы Рейнсу победить Леснара за титул). Затем он объявит, что закешит на новом чемпионе Романе Рейнсе на шоу «Hell in a Cell (2018)» в матче «одноименного шоу» (позже Мик Фоли был добавлен в качестве специального приглашенного судьи). Матч, однако, закончился безрезультатно после того, как появился Леснар и уложил обоих рестлеров, лишив их возможности продолжать. Строуман стал четвёртым человеком, который потерпел неудачу в завоевании чемпионства в матче с кэш-ин, и первым, кто потерпел неудачу из-за решения об отказе в соревновании.
В женском лестничном матче Эмбер Мун, Алекса Блисс, Наталья и Саша Бэнкс квалифицировались с Raw, а Шарлотт Флэр, Бекки Линч, Лана и Наоми квалифицировались со с SmackDown. Блисс выиграла лестничный матч Money in the Bank, а позже тем же вечером она заработала дисквалификацию в титульном матче Чемпионство WWE Raw среди женщин между действующей чемпионкой Наей Джакс и Рондой Роузи, использовала контракт и победив Джакс, выиграла титул, став таким образом третьим рестлером (и первой женщиной), обналичившим свой кейс и контракт в ту же ночь, что и выигрыш.

### 2019 год

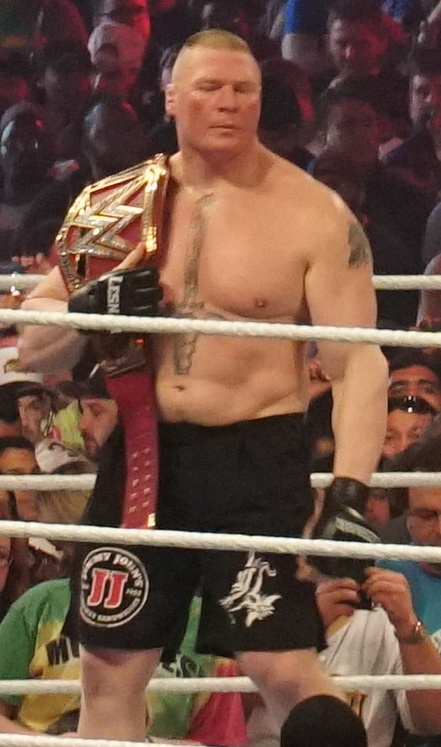
Брок Леснар первый рестлер, успешно использовал кейс на Вселенском Чемпионе

19 мая 2019 состоялось состоялась десятое ежегодное pay-per-view шоу Money in the Bank которое прошло в XL Center в Хартфорде, штат Коннектикут. Как и в 2018 году, был проведен один мужской матч и один женский лестничный матч с участием восьми участников в каждом, поровну разделенный между брендами Raw и SmackDown. Однако, в отличие от 2018 года, победителям матчей на мировое чемпионство предоставляли контракты по их выбору. Мужской контракт предоставлял победителю матч либо за Вселенское Чемпионство на Raw, либо за Чемпионство WWE на SmackDown, аналогично как женский контракт предоставлял победителю матч за Чемпионство WWE Raw среди женщин или за Чемпионство WWE SmackDown среди женщин.
Четверо участников мужского матча от бренда Raw были объявлены Алексой Блисс во время её передачи «Момент блаженства» (англ. «A Moment of Bliss») на эпизоде Raw от 29 апреля: Браун Строуман, Рикошет, Дрю Макинтайр и Барон Корбин. На следующим вечере на SmackDown были объявлены четыре участника SmackDown: Али, Финн Балор, Андраде и Рэнди Ортон. У Роберта Руда (ранее Бобби Руда) был шанс заменить Рикошета в лестничном матче, если бы он мог победить Рикошета, но потерпел неудачу, в то время как Сами Зейн, которому помогали Корбин и Макинтайр, победил Строумана в по правилам матче удержание в любом месте, заняв место Строумана. Во время шоу перед матчем на Зейна напали за кулисами и отвезли в медицинское учреждение. Строуман был обвинен в нападении, и его попросили покинуть арену, несмотря на то, что он отрицал это утверждение. Матч продолжался без объявленной замены Зейна, однако в кульминационный момент матча Брок Леснар неожиданно вернулся в качестве необъявленной замены Зейна и выиграл контракт. После выигрыша кейса, Леснар подразнил Вселенского Чемпиона Сета Роллинса и Чемпиона WWE Кофи Кингстона и провалил попытку закешит на Роллинсе на шоу Super ShowDown. Однако 14 июля на шоу Extreme Rules Леснар успешно закешил свой контракт, выиграв у него Вселенское Чемпионство, сразу после того, как Роллинс и Чемпионка Raw среди женщин Бекки Линч сохранили свои соответствующие титулы против Барона Корбина и Лэйси Эванс в межгендерном командном матче по правилам Last Chance Winners Take All Extreme Rules (Последний Шанс Победителям забрать все на Extreme Rules). Также сделав Леснара первым рестлером, который успешно использовал свой кейс на Вселенском Чемпионе.
Также во время другого сегмента на эпизоде Raw от 29 апреля, шоу «Момент блаженства» Алексы Блисс были объявлены четыре участницы Raw на женский лестничный матч: Наталья, Дана Брук, Наоми и сама Блисс. На следующем вечернем эпизоде SmackDown Бейли, Мэнди Роуз, Эмбер Мун и Кармелла были показаны в качестве четырёх участниц бренда SmackDown. 16 мая стало известно, что Блисс не допущена к выступлениям по медицинским показаниям и была заменена Никки Кросс. Бейли выиграла лестничный матч, а позже тем же вечером она закешила свой контракт на Шарлотте Флэр, которая только что победив Бекки Линч в матче за Чемпионство WWE SmackDown среди женщин выиграла титул. Это сделало её четвёртой рестлершей (и второй женщиной), использовавшей свой контракт в ту же ночь, что и выиграв его.

### 2020 год

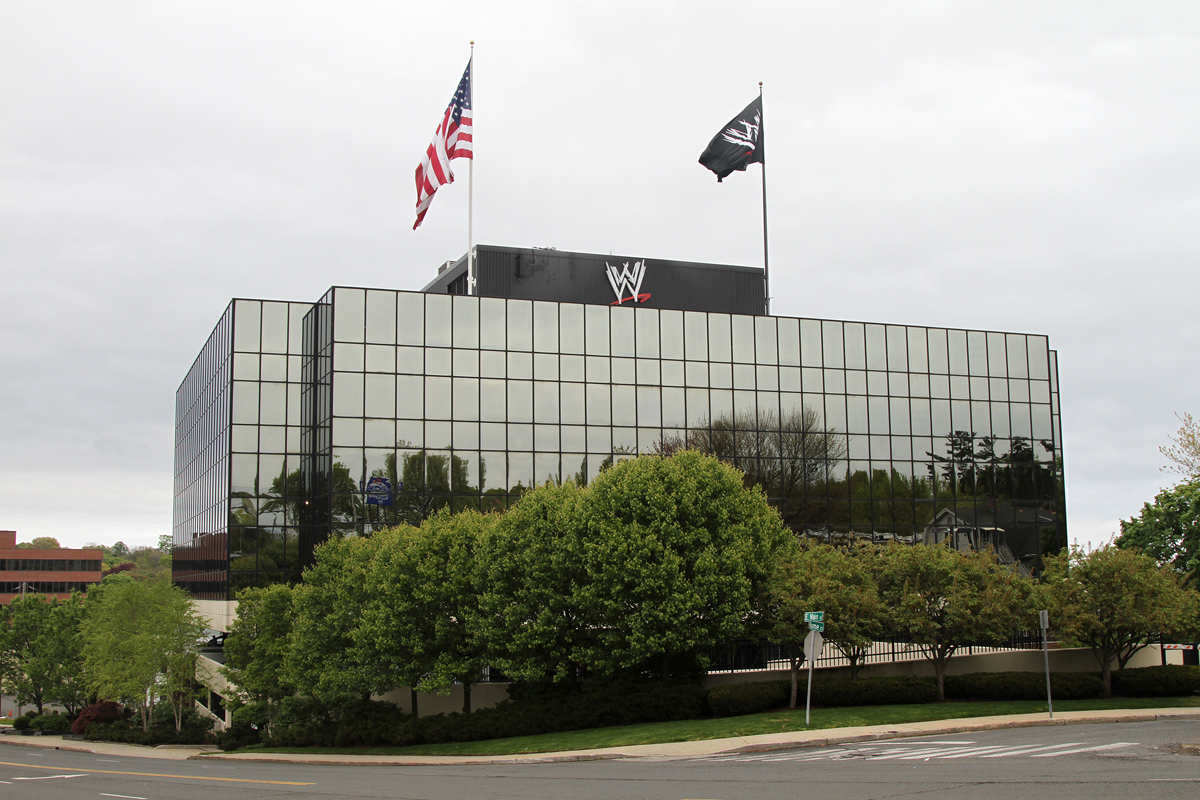
Всемирная штаб-квартира WWE (с 2012 года), место проведения мужского и женского лестничного матча « Money in the Bank» 2020 года.

10 мая 2020 года состоялось одиннадцатое ежегодное pay-per-view шоу Money in the Bank. Первоначально шоу планировалось провести на — Royal Farms Arena в Балтиморе, но из-за пандемии COVID-19 большинство матчей шоу в прямом эфире транслировались из Подготовительного Центра WWE в Орландо.
Одноимённые лестничные матчи по были переоборудованы для предварительного использования записанного формата с кинематографическими элементами и были сняты во Всемирной штаб-квартире WWE в Стэмфорде, штат Коннектикут. Участники каждого матча начинали с первого этажа и пробивались к рингу на крыше, над которой были подвешены как и мужской, так и женский кейсы Money in the Bank. Матчи проходили в одно время.
С изменением формата количество участников в каждом матче сократилось с восьми до шести, но по-прежнему все было равномерно распределено между брендами Raw и SmackDown. В женском матче участвуют Аска, Шейна Басзлер и вернувшаяся Ная Джакс квалифицировались с Raw, победив Руби Риотт, Сару Логан и Кайри Сане соответственно, в то время как Дана Брук, Лэйси Эванс и Кармелла заняли места в SmackDown, победив Наоми, Сашу Бэнкс и Мэнди Роуз. В мужском матче с бренда Raw квалифицировались: Алистер Блэк, Аполло Крюс и Рей Мистерио, победив соответственно Остина Теори, Монтела Вонтавиуса Портера и Мерфи, в то время как на бренде SmackDown квалифицировались Дэниел Брайан, Король Корбин и Отис, соответственно победив Сезаро, Дрю Гулака, и Дольфа Зигглера. Однако, Аполло, получил травму от Андраде и был снят с матча. Вернувшийся Эй Джей Стайлз занял вакантное место на Raw, выиграв гаулент матч последнего шанса.
Женский матч начался в вестибюле здания, в то время как мужской матч начинался в спортзале. В конце концов мужчины и женщины столкнутся друг с другом и устроив драку за еду, прежде чем разделиться, продолжая свое восхождение на крышу здания. Женский матч завершился первым после того, как Аска забрала женский кейс, предоставив ей гарантированный матч на её выбор на Женские Чемпионства Raw или SmackDown. Вскоре после этого Отис выиграл мужской матч, получив мужской кейс в руки (во время противостояния Корбина и Стайлза на лестнице оба сняли кейс с крепежа и держа его за края и случайно бросили кейс в руки Отису), гарантировало ему участие в матче за мировое чемпионство на его усмотрение; либо Чемпионство WWE Raw, либо Вселенское Чемпионство SmackDown.
На следующем вечере Raw Чемпионка Raw среди женщин Бекки Линч объявила, что уходит на перерыв. Затем вышла смущенная Аска. Линч заявила, что, Аска выиграв лестничный матч Money in the Bank, она фактически выиграла Чемпионство Raw среди женщин, и продолжила открывать кейс, тем самым показывая титульный пояс внутри. Линч сказал Аске, что она беременна, отсюда была причина на её перерыв. Это, в свою очередь, стало первым случаем, когда чемпион уступил титул победителю Money in the Bank без проведения матча его использования.
После победы в мужском лестничном матче за контракт Отис подшучивал над тем, чтобы использовать на Вселенском чемпионе Брауне Строумане, но решил этого не делать. Вскоре вступив во вражду с Мизом и Джоном Моррисоном из-за контракта Money in the Bank в сентябре, Отис был вынужден защищать свой контракт в матче против Миза на октябрьском шоу Hell in a Cell, где Miz победил Отиса, выиграв у него контракт Money in the Bank. Таким образом, Отис стал второй суперзвездой, потерявшей свой контракт в запланированном матче, не обналичив его. Затем 20 декабря на шоу TLC: Tables, Ladders & Chairs Миз использовал контракт за Чемпионство WWE. На шоу, во время матча Дрю Макинтайра защищая титул против Эй Джея Стайлза в матче по правилам «Столы, лестницы и стулья», в середине матча вышел Миз и закешил контракт, тем самым сделав матч тройной угрозой TLC. Несмотря на это, Макинтайр остался победителем матча. Однако на эпизоде Raw от 28 декабря кешеирование в матче TLC было признано недействительным из-за того, что Моррисон использовал контракт от имени Mиза, поскольку только сам владелец контракта может использовать его, и, таким образом, кейс вернули Мизу. 21 февраля 2021 года на шоу Elimination Chamber Миз официально использовал свой контракт, победив Макинтайра (который только что сохранил титул в матче Elimination Chamber, а затем был атакован Бобби Лэшли), выиграв Чемпионство WWE во второй раз, причем оба раза это произошло с помощью использования кейсов Money in the Bank.

### 2021 год
18 июля 2021 года на арене Dickies в Форт-Уэрте, штат Техас прошло двенадцатое pay-per-view «Money in the Bank» 2021 года, что стало первым шоу в серии, которое пройдет в Техасе, и первым pay-per-view, проведенным WWE после возобновления их выступлений, которые начались с эпизода SmackDown от 16 июля. С возвращением шоу перед живой аудиторией матчей «Money in the Bank» вернулись к своему обычному формату, в каждом из которых по восемь участников были равномерно распределены между брендами Raw и SmackDown.
Квалификационные матчи обоих лестничных матчей начались 21 июня на эпизоде Raw. От бренда Raw мужского матча квалифицировались: Рикошет, Джон Моррисон, Риддл и Дрю Макинтайр, а от бренда SmackDown квалифицировались Биг И, Кевин Оуэнс, Король Накамура и Сет Роллинс. Биг И выиграл мужской лестничный матч, что гарантирует матч за мировой титул на его выбор либо Чемпионство WWE бренда Raw, либо Вселенское Чемпионство бренда SmackDown. Позже Биг И объявит в Twitter, что он использует свой контракт на выпуске Raw от 13 сентября, став четвёртым человеком, который объявил о своем кэш-ин матче заранее, и продолжит это дело с тогдашним Чемпионом WWE Бобби Лэшли после того, как Лэшли только что сохранил титул в матче против Рэнди Ортона, победив Лэшли, выиграв титул.
Для участие в женском лестничном матче с Raw квалификацию прошли Аска, Наоми, Алекса Блисс и Никки П.С.Г. Отборочные матчи на бренде SmackDown не проводилось, и вместо этого официальная представительница WWE Соня Девилль назначила участниц: вернувшуюся Зелину Вегу, Лив Морган и женских командных чемпионок WWE Наталью и Тамина; Первоначально Кармелла была заявлена на лестничный матч, но позже была удалена и заменена на Морган после того, как получила возможность принять участие за Женское Чемпионство Smackdown. Никки П.С.Г. выиграла женский лестничный матч, что ей гарантирует титульный матч на её выбор за Женское Чемпионство Raw или SmackDown. На следующем вечере на Raw Никки использовала свой контракт и выиграла Женское Чемпионство Raw у Шарлотт Флэр, которая только что сохранила титул в матче против Реи Рипли.

### 2022 год

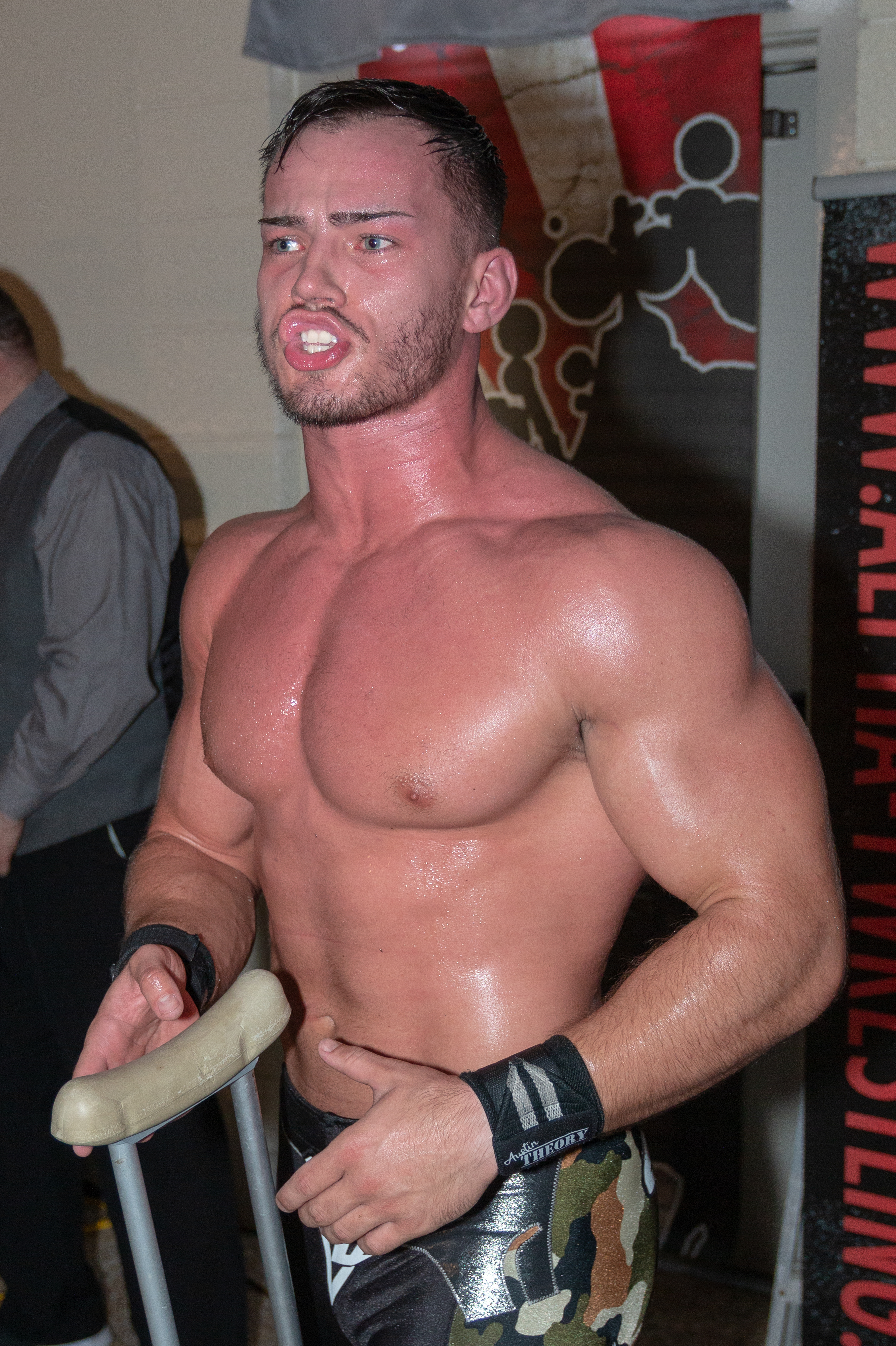
Остин Тиори является самым молодым обладателем кейса, (24 года) а также 1-м победителем «Money in the Bank», проигравшим чемпионство и выигравшим контракт в ту же ночь.

На шоу «Money in the Bank» 2022 года в лестничных матчах должны были принять участие семь участников, но в мужском матче восьмой участник, появился на последней минуте.
Отборочные матчи на мужской матч «Money in the Bank» начались с 10 июня на эпизоде SmackDown. Отборочный матч между Дрю Макинтайром и Шеймусом закончился двойной дисквалификацией, после того как оба рестлера атаковали друг друга стальными стульями, таким образом, ни один из них не прошел квалификацию. Однако на следующей неделе официальный представитель WWE Адам Пирс объявил, что и Макинтайр, и Шеймус примут участие в матче. Сет «Freakin» Роллинс стал первым, кто прошел квалификацию на Raw, победив Эй Джея Стайлза на эпизоде Raw от 13 июня. На следующей неделе Омос и Сами Зейн стали четвёртым и пятым участниками квалифицировавшись после победы над Риддлом и Синсукэ Накамурой соответственно. Но на следующей неделе на Raw, Риддл выиграл Баттл роялл Последнего шанса и последним устранив Миза, став шестым квалифицированным участником, в то время как Сумасброд Мосс выиграл фатальный четырёхсторонний матч на эпизоде SmackDown от 1 июля, став седьмым и (как считалось) последним участником матча.
Отборочные матчи на женский матч «Money in the Bank» также начались на эпизоде SmackDown с 10 июня. Лэйси Эванс стала первой квалифицированной участницей, победив Ся Ли. На следующей неделе на Raw и SmackDown Алекса Блисс и Лив Морган победили Дудропа и Никки П.С.Г. в отборочном командном матче, тем самым заняв два места в матче , Ракель Родригес победила Шейну Басзлер заняв четвёртое место в матче. На следующей неделе на Raw и SmackDown Аска и Шотци стали пятым и шестым квалифицированными участниками после победы над Бекки Линч и Таминой соответственно. Однако на следующей неделе на Raw Бекки Линч выиграла отборочный матч «Последнего шанса», победив Дудропа,Никки П.С.Г., Шейну Бэзлер, Тамину и Ся Ли и став последней квалифицированной участницей.
На шоу, 2 июля, Лив Морган выиграла женский лестничный матч, а позже тем же вечером выиграет у Чемпионки SmackDown среди женщин Ронды Роузи после того, как Роузи только что сохранила титул против Натальи. Морган использовала кейс на Роузи и выиграла Женское чемпионство SmackDown. В Мужском матче стал главным событием шоу, и как раз в тот момент, когда матч должен был начаться, официальный представитель WWE Адам Пирс объявил, что Тиори будет добавлен в качестве неожиданного восьмого участника. В конце Тиори сбросил Риддла с лестницы, а затем поднялся сам, чтобы забрать кейс и выиграв матч. На эпизоде Raw от 7 ноября Тиори использовал свой контракт в матче против Сета Роллинса за второстепенный титул чемпиона Соединенных Штатов, но проиграл матч из-за вмешательства Лэшли. Это сделало Тиори первым рестлером, попытавшимся выиграть второстепенный чемпионство в WWE, и пятым, кому не удалось выиграть титул после контракта.

### 2023 год
В 2023 году четырнадцатое по счету премиальное шоу в истории "Money in the Bank" состоялось 1 июля на арене O2 в Лондоне, Англия, также оно стало первым шоу которое проводилось за пределами США. Первоначально планировалось, что в мужском и женском лестничном матче за кейс примут участие шесть человек - по три рестлера от каждого бренда и один рестлер выступающий без бренда. Однако последние условие стало позднее лишь только к мужскому матчу, в котором принимало участие семь человек.
Отборочные матчи начались с эпизода бренда Raw от 29 мая, когда Рикошет победил Миза, а Синсукэ Накамура победил Бронсона Рида и стали первыми участниками мужского лестничного матча за кейс. В эпизоде бренда SmackDown от 2 июня Эл Эй Найт победила Монтеза Форда и получил право на участие в мужском лестничном матче, в то время как Зелина Вега победила Лэйси Эванс и стала первой участницей которая прошла квалификационный матч чтобы участвовать в женском лестничном матче за кейс. На эпизоде Raw от 5 июня Бекки Линч победила Соню Девилль, а Зои Старк победила Наталью, пройдя квалификацию в женский лестничный матч. На эпизоде SmackDown от 9 июня состоялись четыре отборочных матчей, два мужских и два женских где, Сантос Эскобар победил Мустафу Али, а Бутч победил Барона Корбина, а у женщин: Бэйли победила Мичин, а Ийо Скай победила Шотци. В эпизоде Raw от 12 июня Дамиан Прист победил Мэтта Риддла, дабы претендовать на то, что считалось последним местом в мужском лестничном матче за кейс, но в эпизоде Raw от 19 июня ютубер и по совместительству рестлер Логан Пол, который не был связан ни с одним брендом компании, объявил, что договорился о своем участии в мужском лестничном матче за кейс (без необходимости прохождения квалификационного матча), тем самым став седьмым участником матча. В итоге на шоу 2023 года в мужском лестничном матче, Дамиан Прист стал обладателем мужского кейса Money in the Bank, а в женском лестничном матче, женский кейс сняла Ийо Скай.
5 августа 2023 года на главном летнем шоу года SummerSlam, Ийо Скай успешно использовала свой контракт после матча тройной угрозы за титул чемпионки WWE среди женщин, когда Бьянка Белэйр в упорной борьбе за титул  выиграла его, победив на тот момент действующую чемпионку Аску и претендентку за титул Шарлотту Флэр. 7 апреля 2024 года на 2-м дне Рестлмании XL, Дэмиен Прист успешно использовал свой контракт, победив (не без помощи Си Эм Панка) Дрю Макинтайра, который только что выиграл чемпионский титул в тяжелом весе победив Сета "Фрикинг" Роллинса.

### 2024 год
Пятнадцатое по счету шоу Money in the Bank 2024 года состоялось в субботу, 6 июля 2024 года, на многофункциональной арене Scotiabank которая расположена в канадском городе Торонто, провинция Онтарио. Данное шоу стало первым шоу из хронологии Money in the Bank, которое проходило в Канаде, и вторым шоу которое прошло за пределами Соединенных Штатов после шоу 2023 года которое проходило в Лондоне Англия.
Билетная программа на летнее шоу Money in the Bank 2024 года рекламировалась как часть трехдневного мероприятия под названием "Money in the Bank Weekend", в рамках которого фанаты приобретали билеты на три шоу которые будут проходить на данной арене. Это был выпуск синего бренда SmackDown проходивший от 5 июля, прямая трансляция шоу Heatwave от NXT проходившая 7 июля и соответственно билет на само шоу. Билеты на все три мероприятия поступили в продажу 15 марта 2024 года, включая комбинированные и гостиничные пакеты. В обоих лестничных матчах за чемодан 2024 года принимали участие по шесть участников в каждом из которых, были поровну распределенных между брендами Raw и SmackDown. Все квалификационные матчи за оба чемодана Money in the Bank в  проходили в формате матчей тройной угрозы, которые начались с эпизода Raw от 17 июня и проводились в плоть последующих эпизодах Raw и SmackDown.
Среди мужчин победителями в квалификационных матчах за чемодан стали, Джей Усо первым вошел в лестничный матч за чемодан от бренда Raw, победив Финна Балора и Рея Мистерио в эпизоде от 17 июня , а Чед Гейбл вошел вторым в лестничный матч , победив Брауна Строумана и Бронсона Рида 24 июня. И Дрю Макинтайр завоевал последнее место от бренда Raw, победив Шеймуса и Илью Драгунова на эпизоде Raw который прошел 1 июля. На бренде SmackDown первые два места были разыграны в матчах которые прошли эпизоде от 21 июня: Кармело Хейс победил Рэнди Ортона и Таму Тонгу, а Андраде победил Кевина Оуэнса и Грейсона Уоллера.  Третье и последнее место от бренда SmackDown было занято в эпизоде от 28 июня, когда Эл Эй Найт победил Логана Пола и Сантоса Эскобара. На самом шоу которое прошло 6 июля Макинтайр одержал победу в мужском лестничном матче за чемодан, а позже тем же вечером он использовал свой контракт во время титульного матча за звание Мирового чемпиона в тяжелом весе, где чемпион Дамиан Прист защищал титул против Сета "Фрикинг" Роллинса, сделав его матчем тройной угрозы, но из-за нападения Си Эм Панка, Макинтайр был удержан Пристом (который во время матча временно потерял сознание) и тот сохранил за собой титул. Это был первый случай в истории использования контракта Money in the Bank, когда кто-то обналичил свой контракт на рестлере, который обналичил его уже за тот же титул. А также Макинтайр стал шестым рестлером кто неудачно реализовал свой контракт.
Среди женщин победителями в квалификационных матчах за чемодан стали, Ийо Скай войдя первой в лестничный матч за чемодан от бренда Raw, победив Киану Джеймс и Зелину Вегу в эпизоде от 17 июня. На эпизоде Raw от 24 июня Лайра Валькирия победила Кайри Сейн и Шейну Базлер и завоевала второе место в лестничном матче за чемодан от Raw. И последнее место среди женщин от бренда Raw заняла Зои Старк, победив Дакоту Кай и Иви Найл в эпизоде Raw от 1 июля. От бренда SmackDown среди женщин первое место в лестничном матче за чемодан заняла Челси Грин, которая победила Бьянку Белэйр и Мичин в эпизоде от 21 июня. И еще последние два места от бренда SmackDown среди женщин были определены в эпизоде от 28 июня, когда в матчах тройной угрозы Тиффани Стрэттон победила Джейд Каргилл и Кэндис Ли Рей, а Наоми победила Инди Хартвелл и Блэр Дэвенпорт. На шоу, которое состоялось 6 июля, победу в женском лестничном матче за чемодан Money in the Bank одержала Стрэттон.

## Матчи
|  | Бренд Raw |  | Бренд SmackDown |

| Год  | Шоу | Титул                                                                     | Победитель        | Другие участники                                                                                           | Время |
| ---- | --- | ------------------------------------------------------------------------- | ----------------- | --- | ----- |
| 2005 | WM 21 | Мировой титул Raw                                                         | Эдж               | Крис Джерико, Шелтон Бенджамин, Крис Бенуа, Кристиан и Кейн                                                | 15:17 |
| 2005 | - Контракт использован на New Year’s Revolution (2006) 8 января 2006 в бою за титул чемпиона WWE. Контракт был использован на Джоне Сине. |                                                                           |                   | |       |
| 2006 | WM 22 | Мировой титул бренда победителя                                           | Роб Ван Дам       | Шелтон Бенджамин, Финли, Рик Флэр, Мэтт Харди и Бобби Лэшли                                                | 12:14 |
| 2006 | - Контракт использован на ECW One Night Stand 11 июня 2006. Контракт был использован против Джона Сины в бою по экстремальным правилам за титул чемпиона WWE. |                                                                           |                   | |       |
| 2007 | WM 23 | Любой мировой титул                                                       | Мистер Кеннеди    | СМ Панк, Эдж, Финли, Джефф Харди, Мэтт Харди, Король Букер и Рэнди Ортон                                   | 19:05 |
| 2007 | - Эдж воспользовался контрактом на записях SmackDown! 8 мая 2007 (показано на ТВ 11 мая 2007) в бою за титул чемпиона мира в тяжелом весе. Контракт был использован против Гробовщика. |                                                                           |                   | |       |
| 2008 | WM XXIV | Любой титул                                                               | СМ Панк           | Шелтон Бенджамин, Карлито, Крис Джерико, Мистер Кеннеди, Джон Моррисон и MVP                               | 13:33 |
| 2008 | - Контракт был использован на Raw 30 июня в бою за титул чемпиона мира в тяжелом весе против Эджа, который был атакован Батистой. |                                                                           |                   | |       |
| 2009 | WM XXV | Любой мировой титул                                                       | СМ Панк           | Шелтон Бенджамин, Кристиан, Финли, Марк Генри, Кейн, Кофи Кингстон и MVP                                   | 14:24 |
| 2009 | - Контракт был использован на Extreme Rules 7 июня 2009 года в бою за титул чемпиона мира в тяжелом весе против Джеффа Харди, который только выиграл титул у Эджа в бою с лестницами. |                                                                           |                   | |       |
| 2010 | WM XXVI | Любой мировой титул                                                       | Джек Сваггер      | Шелтон Бенджамин, Эван Борн, Кристиан, Мэтт Харди, Кейн, Кофи Кингстон, Дрю Макинтайр, MVP и Дольф Зигглер | 13:44 |
| 2010 | - Была попытка воспользоваться контрактом на RAW 29 марта против Джона Сина в бою за титул чемпиона WWE. - Контракт был использован на записях SmackDown! 30 марта 2010 года (на ТВ показано 2 апреля) в бою за титул чемпиона мира в тяжелом весе против Криса Джерико, который был «загарпунен» Эджем. |                                                                           |                   | |       |
| 2010 | Money in the Bank | Титул чемпиона мира SmackDown                                             | Кейн              | Биг Шоу, Мэтт Харди, Кристиан, Кофи Кингстон, «Dashing» Коди Роудс, Дрю Макинтайр, и Дольф Зигглер         | 27:18 |
| 2010 | - Контракт продержал 49 минут и использован на Money in the Bank в ту самую ночь в бою за титул чемпиона мира в тяжелом весе против Рея Мистерио. |                                                                           |                   | |       |
| 2010 | Money in the Bank | Титул чемпиона WWE RAW                                                    | Миз               | Рэнди Ортон, Крис Джерико, Эван Борн, Тэд ДиБиаси мл., Джон Моррисон, Марк Генри и Эдж.                    | 20:25 |
| 2010 | - Была попытка использовать контракт на RAW 19 июля против Шеймуса. Поединок не начался из-за вмешательства R-Truth. - Была попытка использовать контракт на RAW 26 июля против Шеймуса. Поединок не начался из-за вмешательства Рэнди Ортона. - Контракт использован на RAW 22 ноября в бою против Рэнди Ортона за титул чемпиона WWE. |                                                                           |                   | |       |
| 2011 | Money in the Bank | Титул чемпиона мира SmackDown                                             | Дэниел Брайан     | Коди Роудс, Уэйд Барретт, Син Кара, Хит Слейтер, Джастин Гэбриел, Кейн и Шеймус                            | 24:27 |
| 2011 | - 22 июля на SmackDown Брайан объявил, что воспользуется контрактом на Рестлмании 28. - Была попытка воспользоваться контрактом на SmackDown 4 ноября против Марка Генри после того как тот был нокаутирован Биг Шоу. Поединок не начался так как Генри атаковал Брайана до звонка. - Контракт был использован на SmackDown 25 ноября против Марка Генри после того как тот был нокаутирован Биг Шоу. Генеральный Менеджер SmackDown Теодор Лонг вернул кейс Брайану, а титул Генри, так как у Генри не было медицинского разрешения на проведение боев. - Контракт использован на TLC: Tables, Ladders & Chairs 18 декабря в бою против Биг Шоу |                                                                           |                   | |       |
| 2011 | Money in the Bank | Титул чемпиона WWE Raw                                                    | Альберто Дель Рио | Рей Мистерио, Кофи Кингстон, Алекс Райли, R-Truth, Миз, Эван Борн и Джек Сваггер                           | 15:54 |
| 2011 | - Была попытка воспользоваться контрактом против СМ Панка. Поединок не начался так как Панк нокаутировал Дель Рио киком в голову как только тот забрался на ринг. - Былa попытка воспользоваться контрактом на RAW 25 июля против Рея Мистерио. Поединок не начался так как Мистерио атаковал Дель Рио ещё до звонка. - Контракт использован на SummerSlam 14 августа 2011 против СМ Панка, который был атакован Кевином Нэшем. |                                                                           |                   | |       |
| 2012 | Money in the Bank | Титул чемпиона мира SmackDown                                             | Дольф Зигглер     | Кристиан, Тайсон Кидд, Дэмиен Сэндоу, Тенсай, Сантино Марелла, Коди Роудс, Син Кара                        | 18:24 |
| 2012 | - Была попытка воспользоваться контрактом на самом PPV против Шеймуса. Поединок не начался, так как Зигглер отвлёкся на Дель Рио и Рикардо Родригеса, и впоследствии, был нокаутирован Шеймусом брутальным киком. - Была попытка воспользоваться контрактом на записях SmackDown 17 июля. Поединок не начался, так как Зигглер был атакован Крисом Джерико и, впоследствии, был нокаутирован брутальным киком Шеймуса. - Контракт был успешно защищён на RAW 20 августа 2012 года против криса джерико - Была попытка воспользоваться кейсом против Шеймуса 24 августа, но был нокаутирован RKO от Рэнди Ортона. - Контракт был успешно защищён на TLC 16 декабря 2012 года в матче с лестницами против Джона Сины. - Была попытка воспользоваться кейсом против Биг Шоу 17 декабря. Поединок не начался, так как Зигглер был атокован Джоном Синой. - Контракт успешно использован на Raw 8 апреля против Альберто Дель Рио. |                                                                           |                   | |       |
| 2012 | Money in the Bank | Титул чемпиона WWE RAW                                                    | Джон Сина         | Крис Джерико, Кейн, Биг Шоу, Миз                                                                           | 20:15 |
| 2012 | - Сина анонсировал, что воспользуется контрактом на 1000-м RAW. - Контракт был безуспешно использован на RAW 1000 в поединке против СМ Панка. В бой вмешался Биг Шоу, что привело к дисквалификации СМ Панка, а при дисквалификации титул не меняет владельца. Таким образом, Сина стал первым, кто неудачно использовал контракт. |                                                                           |                   | |       |
| 2013 | Money in the Bank | Титул чемпиона мира SmackDown                                             | Дэмиен Сэндоу     | Дин Эмброус, Коди Роудс, Джек Сваггер, Фанданго, Антонио Сезаро и Уэйд Барретт                             | 16:25 |
| 2013 | - Была попытка использовать контракт на Альберто Дель Рио на SmackDown от 9 августа, но на Дэмиена Сэндоу напал Коди Роудс. - Контракт был безуспешно использован на Джоне Сине на RAW 28.10.2013. |                                                                           |                   | |       |
| 2013 | Money in the Bank | Титул чемпиона WWE RAW                                                    | Рэнди Ортон       | СМ Панк, Роб Ван Дам, Дэниел Брайан, Шеймус, Кристиан                                                      | 26:38 |
| 2013 | - Контракт был успешно использован на SummerSlam (2013) |                                                                           |                   | |       |
| 2014 | Money in the Bank | Титул чемпиона мира WWE в тяжелом весе.                                   | Сэт Роллинс       | Кофи Кингстон, Роб Ван Дам, Джек Сваггер, Дольф Зигглер, Дин Эмброус                                       | 26:38 |
| 2014 | - Была попытка использовать контракт на Джоне Сине на RAW от 30 июня, но на Сета напал Дин Эмброус |                                                                           |                   | |       |
| 2015 | Money in the Bank | Титул чемпиона мира WWE в тяжелом весе.                                   | Шеймус            | Кофи Кингстон, Дольф Зигглер, Роман Рейнс, Рэнди Ортон, Адриан Невилл, Кейн                                | 20:00 |
| 2015 | - Была попытка использовать кейс против Сета Роллинса, но на Шеймуса напал Ренди Ортон - Была попытка использовать кейс против Сета Роллинса на Night of Champions, но Шеймусу помешал Демон Кейн - Контракт был успешно использан на Survivor Series (2015) на Романе Рейнсе |                                                                           |                   | |       |
| 2016 | Money in the Bank | Титул чемпиона мира WWE в тяжелом весе                                    | Дин Эмброус       | Семи Зейн, Кевин Оуэнс, Альеберто Дель Рио, Антонио Сезаро, Крис Джекрико                                  | 21:38 |
|      | - На этом же PPV-шоу Дин сразу успешно использовал контракт против Сэта Роллинса |                                                                           |                   | |       |
| 2017 | Money in the Bank | Чемпионство WWE SmackDown среди женщин                                    | Кармелла          | Бекки Линч, Шарлотт Флэр, Наталья, Tамина                                                                  | 13:20 |
| 2017 | - Генеральный менеджер SmackDown Дэниэль Брайан лишил Кармеллу контракта через два дня после события из-за вмешательства менеджера Кармеллы Джеймса Эллсворта, который забрал кейс для Кармеллы и бросил его для неё. Матч-реванш был запланирован на 27 июня в эпизоде «SmackDown Live». - Контракт держала 2 дня. |                                                                           |                   | |       |
| 2017 | Money in the Bank | Чемпионство WWE                                                           | Барон Корбин      | Эй Джей Стайлз, Дольф Зигглер, Кевин Оуэнс, Сами Зейн и Синсукэ Накамура                                   | 29:45 |
| 2017 | - Контракт держал 58 дней. Контракт был безуспешно использован на SmackDown Live 15 августа 2017 года в поединке против Джиндера Махала. |                                                                           |                   | |       |
| 2017 | WWE SmackDown | Чемпионство WWE SmackDown среди женщин                                    | Кармелла          | Бекки Линч, Шарлотт Флэр, Наталья, Tамина                                                                  | 24:00 |
| 2017 | - Генеральный менеджер SmackDown Дэниэль Брайан перезапустил матч после того, как он лишил Кармеллу контракта после спорной концовки на pay-per-view Money in the Bank. Джеймс Эллсворт в результате его действий во время первоначального матча, был выпровожен с арены, хотя Эллсворт все ещё вмешивался в матч от имени Кармеллы. - На эпизоде SmackDown Live от 10 апреля 2018 года успешно использовала контракт на Шарлотт Флэр. Сама же держала контракт 287 дней, что является самым длительным сроком, в течение которого любой рестлер держал контракт. |                                                                           |                   | |       |
| 2018 | Money in the Bank | Победитель своего бренда получает право на проведение чемпионского матча. | Алекса Блисс      | Бекки Линч, Шарлотт Флэр, Эмбер Мун, Лана, Наоми, Наталья и Саша Бэнкс                                     | 18:30 |
| 2018 | - Контракт продержала 2 часа 52 минуты и позже тем же вечером заработав дисквалификацию в титульном матче за Чемпионство WWE Raw среди женщин между действующей чемпионкой Наей Джакс и Рондой Роузи, использовала свой контракт и победила Джакс, выиграла титул и таким образом став третьим рестлером (и первой женщиной), обналичившим свой кейс и контракт в ту же ночь, что и выигрыш. |                                                                           |                   | |       |
| 2018 | Money in the Bank | Победитель своего бренда получает право на проведение чемпионского матча. | Браун Строуман    | Бобби Руд, Финн Балор, Кевин Оуэнс, Кофи Кингстон, Русев, Самоа Джо и Миз                                  | 19:53 |
| 2018 | - Успешно защитил свой контракт против Кевина Оуэнса на SummerSlam. - Продержал контракт в течение 70 дней. Затем он сделает анонс матча на Hell in a Cell где он официально использует кеш-ин кейса в матче за Вселенское Чемпионство. - На эпизоде «Raw от 27 августа 2018 года» Строумэн отказался от контракта. |                                                                           |                   | |       |
| 2019 | Money in the Bank | Женский чемпионский матч                                                  | Бейли             | Кармелла, Дана Брук, Эмбер Мун, Мэнди Роуз, Наоми, Наталья, Никки Кросс                                    | 13:50 |
| 2019 | - Контракт продержала 1 час 25 минут и на том же шоу использовала успешно в матче на Шарлотт Флэр, которая только что победив Бекки Линч в матче за Чемпионство WWE SmackDown среди женщин выиграла титул. |                                                                           |                   | |       |
| 2019 | Money in the Bank | Матч за Мировое Чемпионство                                               | Брок Леснар       | Али, Андраде, Барон Корбин, Дрю Макинтайр, Финн Балор, Рэнди Ортон, и Рикошет                              | 19:00 |
| 2019 | - Контракт удерживал 56 дней и успешно использовал его 14 июля на шоу Extreme Rules, выиграв Вселенское Чемпионство у Сета Роллинса. |                                                                           |                   | |       |
| 2020 | Money in the Bank | Чемпионство WWE Raw среди женщин                                          | Аска              | Кармелла, Дана Брук, Лэйси Эванс, Ная Джакс, Шейна Бэйзлер                                                 | 22:00 |
| 2020 | - Матч состоялся одновременно с мужским матчем, но завершился первым. - Продлил контракт на 25 дней (1 день, как было признано WWE из-за задержки трансляции матча на ленте.) - В эпизоде Raw от 11 мая 2020 года Чемпионка Raw среди женщин Бекки Линч объявила, что уходит на перерыв из-за беременности, и что женский матч "Деньги в банке" на самом деле был за чемпионство, открыв Аске, что в кейсе был титульный пояс. |                                                                           |                   | |       |
| 2020 | Money in the Bank | Матч за Мировое Чемпионство                                               | Отис              | Эй Джей Стайлз, Алистер Блэк, Дэниел Брайан, Король Корбин, Рей Мистерио                                   | 27:15 |
| 2020 | - Матч состоялся одновременно с женским матчем, но завершился вторым. - Продлил контракт на 25 дней. - Проиграл контракт Мизу на Hell in a Cell в октябре 25, 2020. |                                                                           |                   | |       |
| 2020 | Hell in a Cell | Матч за Мировое Чемпионство                                               | Миз               | Отис (Защита контракта)                                                                                    | 7:25  |
| 2020 | - Выиграл свой контракт у Отиса в Hell in a Cell 25 октября 2020 года. - Продержал контракт 119 дней. - Использовал контракт в TLC: Столы, лестницы и стулья, но использование было признано недействительным из-за того, что Джон Моррисон обналичивал деньги от его имени (только владельцу контракта разрешено обналичивать контракт), и контракт был возвращен ему. - 21 февраля 2021 года на шоу Elimination Chamber Миз официально использовал свой контракт, победив Макинтайра (который только что сохранил титул в матче Elimination Chamber, а затем был атакован Бобби Лэшли), выиграв Чемпионство WWE во второй раз |                                                                           |                   | |       |
| 2021 | Money in the Bank | Женский чемпионский матч                                                  | Никки П.С.Г.      | Аска, Нaoми, Алекса Блисс, Лив Морган, Зелина Вега, Наталья, Taмина                                        | 15:45 |
| 2021 | - Контракт держала 1 день. - 19 июля 2021 года на выпуске Raw удачно использовала кейс на Шарлотт Флэр выиграв у нее Чемпионство WWE Raw среди женщин, когда та успешно защитила титул от Реи Рипли. |                                                                           |                   | |       |
| 2021 | Money in the Bank | Матч за Мировое Чемпионство                                               | Биг И             | Рикошет, Джон Моррисон, Риддл, Дрю Макинтайр, Кевин Оуэнс, Король Накамура, Сет Роллинс                    | 17:40 |
| 2021 | - Держал контракт 57 дней. Позже Биг И объявит в Twitter, что он использует свой контракт на выпуске Raw от 13 сентября, став четвертым человеком, который объявил о своем кэш-ин матче заранее, и продолжит это дело с тогдашним Чемпионом WWE Бобби Лэшли после того, как Лэшли только что сохранил титул в матче против Рэнди Ортона, победив Лэшли, выиграв титул. |                                                                           |                   | |       |
| 2022 | Money in the Bank | Женский чемпионский матч                                                  | Лив Морган        | Алекса Блисс, Аска, Бекки Линч, Лэйси Эванс, Ракель Родригес, Шотци                                        | 16:35 |
| 2022 | - Контракт продержала 2 часа и использовала кейс на Ронде Роузи и выиграла Женское чемпионство SmackDown. |                                                                           |                   | |       |
| 2022 | Money in the Bank | Любой матч в котором есть титульный пояс                                  | Остин Тиори       | Дрю Макинтайр, Мэдкэп Мосс, Омос, Риддл, Сами Зейн, Сет «Freakin» Роллинс, Шеймус                          | 25:25 |
| 2022 | - 7 ноября 2022 года на эпизоде «Raw» потерпел неудачном в кэш-ин после того, как стал первым человеком, который использовал свой контракт на второстепенном чемпионстве Соединенных Штатов. |                                                                           |                   | |       |
| 2023 | Money in the Bank | Матч за титул Мирового чемпиона в тяжелом весе (новый формат пояса)       | Дамиан Прист      | Бутч, Эл Эй Найт, Синсукэ Накамура, Логан Пол, Рикошет, и Сантос Эскобар                                   | 20:25 |
| 2023 | - Держал контракт на протяжении 281 дня, и тем самым являясь рестлером-мужчиной который долго держал свой контракт. - 7 апреля 2024 года на 2-м дне Рестлмании XL, Дэмиен Прист успешно использовал свой контракт, победив Дрю Макинтайра, который только что выиграл чемпионский титул в тяжелом весе победив Сета "Фрикинг" Роллинса. |                                                                           |                   | |       |
| 2023 | Money in the Bank (2023) | Чемпионство WWE среди женщин                                              | Ийо Скай          | Бэйли, Бекки Линч, Триш Стратус, Зелина Вега, и Зои Старк                                                  | 18:05 |
| 2023 | - Контракт держала 35 дней. - 5 августа 2023 года на главном летнем шоу года SummerSlam, Ийо Скай успешно использовала свой контракт после матча тройной угрозы за титул чемпионки WWE среди женщин, когда Бьянка Белэйр в упорной борьбе за титул выиграла его, победив на тот момент действующую чемпионку Аску и претендентку за титул Шарлотту Флэр. |                                                                           |                   | |       |
| 2024 | Money in the Bank | Матч за титул Мирового чемпиона в тяжелом весе (новый формат пояса)       | Дрю Макинтайр     | Андраде, Кармело Хейс, Чед Гейбл, Джей Усо и Эл Эй Найт.                                                   | 16:30 |
| 2024 | - Макинтайр продержал свой контракт Money in the Bank всего 1 час 25 минут и использовал его на данном шоу, в титульном матче за Мировое чемпионство в тяжелом весе между чемпионом Дамианом Пристом и претендентом за титул Сетом Фрикинг Роллинсом, сделав с помощью чемодана из одиночного матча, в матч тройной угрозы. Однако из-за вражды Макинтайра с Си Эм Панком, тот вовремя помешал ему удачно реализовать контракт что чемпионом в итоге остался Прист. |                                                                           |                   | |       |
| 2024 | Money in the Bank (2024) | Матч за мировое женское чемпионство                                       | Тиффани Стрэттон  | Челси Грин, Ийо Скай, Лайра Валькирия, Наоми и Зои Старк                                                   | 16:50 |
| 2024 | - Тиффани Стрэттон продержала свой чемодан 181 день. 3 января 2025 года, после матча Тиффани Страттон предложила Нае Джакс напасть на Бьянку Белэйр, а затем ударила её кейсом по спине. Бьянка Белэйр провела Нае Джакс KOD, а Тиффани Страттон воспользовалась моментом и успешно реализовала контракт Money in the Bank, став новой чемпионкой женщин WWE! |                                                                           |                   | |       |

### Рекорды
| Чемпионский титул                                          | Успешные кеш-ины | Попытки | Показатели успеха |
| ---------------------------------------------------------- | ---------------- | ------- | ----------------- |
| Чемпионство WWE                                            | 10               | 12      | .818              |
| Вселенское Чемпионство WWE                                 | 1                | 2       | .500              |
| Мировой Чемпион в тяжелом весе (старый формат)             | 7                | 8       | .875              |
| Мировой Чемпион в тяжелом весе (новый, действующий формат) | 1                | 2       | 1.000             |
| Мировое чемпионство среди женщин                           | 3                | 3       | 1.000             |
| Чемпионство WWE среди женщин                               | 3                | 3       | 1.000             |
| Чемпионство Соединённых Штатов WWE                         | 0                | 1       | .000              |
| Мужские кэш-ины                                            | 19               | 24      | .792              |
| Женские кэш-ины                                            | 6                | 6       | 1.000             |
| Итого                                                      | 25               | 31      | .833              |

### Кеш-ин матчи
|  | Выиграл матч и титул |  | Выиграл матч, но не выиграл титул |  | Проиграл матч |  | Матч закончился в ничью или безрезультатно |

#### Мужчины
| №. | Держатель кейса   | Чемпионство                                   | Дата                                            | Место                     | Шоу                           | Результат |
| -- | ----------------- | --------------------------------------------- | ----------------------------------------------- | ------------------------- | ----------------------------- | --- |
| 1  | Эдж               | Чемпионство WWE                               | 8 января, 2006                                  | Олбани,Нью-Йорк           | New Year’s Revolution         | Эдж победил Джона Сину после двух «Гарпунов (англ. Spears)», выиграв чемпионство после того, как Сина успешно защитил титул против Карлито, Криса Мастерса, Кейна, Курт Энгла и Шона Майклза в Elimination Chamber матче. |
| 2  | Роб Ван Дам       | Чемпионство WWE                               | 11 июня, 2006                                   | Нью-Йорк                  | ECW One Night Stand           | Это был матч по Экстремальным правилам, анонсированный заранее. Роб Ван Дам победил Джона Сину, когда Эдж выбежал на ринг проведя Сине Гарпун и потом использовав Five-Star Frog Splash, выиграл чемпионство. |
| 3  | Эдж               | Мировой Чемпион в тяжелом весе                | 8 мая, 2007 (вышедший в эфир 11 мая, 2007)      | Питтсбург,                | SmackDown!                    | Эдж победил Гробовщика после «Гарпуна», выиграв чемпионство, когда в Матче в стальной клетке Гробовщик в безрезультативном матче с Батистой был атакован Марком Генри. |
| 4  | Cи Эм Панк        | Мировой Чемпион в тяжелом весе                | 30 июня, 2008                                   | Оклахома-Сити             | Raw                           | Панк победил Эджа после проведения «Go To Sleep», выиграв чемпионство после того, как Эдж был атакован Батистой во время своего промо. |
| 5  | Cи Эм Панк        | Мировой Чемпион в тяжелом весе                | 7 июня, 2009                                    | Новый Орлеан              | Extreme Rules                 | Панк победил Джеффа Харди после двух проведенных «Go To Sleep», выиграв чемпионство сразу после того, как Харди победил Эджа в Лестничном матче, выиграв титул. |
| 6  | Джек Сваггер      | Мировой Чемпион в тяжелом весе                | 30 марта, 2010 (вышедший в эфир 2 апреля, 2010) | Парадайс                  | SmackDown                     | Сваггер победил Криса Джерико, проведя ему «Gutwrench powerbomb» выиграл чемпионство после того, как Эдж атаковал уже травмированного Джерико во время его промо. |
| 7  | Kейн              | Мировой Чемпион в тяжелом весе                | 18 июля, 2010                                   | Канзас-Сити               | Money in the Bank             | Кейн победил Рея Мистерио после проведения«Chokeslam» и «Гробовой Плиты (англ. Tombstone Piledriver)», выиграв чемпионство после того, как Мистерио успешно защитил титул против Джека Сваггера. |
| 8  | Миз               | Чемпионство WWE                               | 22 ноября, 2010                                 | Орландо                   | Raw                           | Миз победил Рэнди Ортона после проведения «Skull Crushing Finale», выиграв чемпионство сразу после того, как Ортон успешно защитил титул против Уэйда Барретта. |
| 9  | Альберто Дель Рио | Чемпионство WWE                               | 14 августа, 2011                                | Лос-Анджелес              | SummerSlam                    | Дель Рио победил Cи Эм Панка после проведения «Step-up enzuigiri», выиграв чемпионство после того, как Панк победил Джона Сину и стал неоспоримым чемпионом, а затем был атакован Кевином Нэшем. |
| 10 | Дэниел Брайан     | Мировой Чемпион в тяжелом весе                | 18 декабря, 2011                                | Балтимор                  | TLC: Tables, Ladders & Chairs | Брайан победил Биг Шоу после атаки Марка Генри, выиграв чемпионство после того, как Шоу победил Генри в Матче со стульями, выиграть титул. |
| 11 | Джон Сина         | Чемпионство WWE                               | 23 июля, 2012                                   | Сент-Луис                 | Raw 1000                      | Это был одиночный матч, объявленный заранее. Сина выиграл матч у действующего чемпиона Си Эм Панка по дисквалификации после вмешательства Биг Шоу, но не смог выиграть титул, потому что чемпионские титулы не переходят из рук в руки путем отсчета или по дисквалификации, если это не оговорено заранее. |
| 12 | Дольф Зигглер     | Мировой Чемпион в тяжелом весе                | 8 апреля, 2013                                  | Ист-Ратерфорд,Нью-Джерси  | Raw                           | Зигглер победил Альберто Дель Рио после проведения ему «Зигзага», выиграв титул после того, как Дель Рио подвергся нападению Джека Сваггера, которого он победил вместе с Зебом Колтером в гандикап матче 2 на 1. |
| 13 | Рэнди Ортон       | Чемпионство WWE                               | 18 августа, 2013                                | Лос-Анджелес              | SummerSlam                    | Ортон победил Дэниела Брайана после как Трипл Эйч провел ему Родословную (англ."Pedigree"), выиграв чемпионство после того, как Брайан победил Джона Сину и завоевал титул в матче, в котором Трипл Эйч был специальным приглашенным рефери. |
| 14 | Дэмиен Сэндоу     | Мировой Чемпион в тяжелом весе                | 28 октября, 2013                                | Орландо, Флорида          | Raw                           | Сэндоу потерпел поражение от чемпиона Джона Сины после проведения «Attitude Adjustment» после того, как Сэндоу напал на Сину во время его промо. |
| 15 | Сет Роллинс       | Мировой Чемпион WWE в тяжелом весе            | 29 марта, 2015                                  | Санта-Клара               | WrestleMania 31               | Во время матча между чемпионом Броком Леснаром и Романом Рейнсом Роллинс выбежал и обналичил свой контракт. Судья принял кэш-ин во время матча и преобразовал одиночный матч в матч с тройной угрозой. Затем Роллинс удержал Рейнса после проведения «Curb Stomp», чтобы выиграть чемпионский титул. |
| 16 | Шеймус            | Мировой Чемпион WWE в тяжелом весе            | 22 ноября, 2015                                 | Атланта, Джорджия         | Survivor Series               | Шеймус победил Романа Рейнса после проведения «Brogue Kick», выиграл чемпионство после того, как Рейнс победил Дина Эмброуза, выиграв вакантный титул. |
| 17 | Дин Эмброуз       | Мировой Чемпион WWE в тяжелом весе            | 19 июня, 2016                                   | Парадайс                  | Money in the Bank             | Эмброуз победил Сета Роллинса после проведения «Dirty Deeds», выиграл чемпионство после того, как Роллинс победил Романа Рейнса, выиграв титул. |
| 18 | Барон Корбин      | Чемпионство WWE                               | 15 августа, 2017                                | Провиденс                 | SmackDown Live                | Корбин потерпел поражение от чемпиона Джиндера Махала после его выбега на ринг и после отвлечения внимания Джона Сины, который только что победил Махала по дисквалификацией из-за вмешательства Корбина. |
| 19 | Брон Строумэн     | Чемпионство Вселенной WWE                     | 16 сентября, 2018                               | Сан-Антонио               | Hell in a Cell                | Это был Hell in a Cell матч в качестве специального приглашенного судьи с Миком Фоули, о котором было объявлено заранее. Матч закончился безрезультатно после возвращения Брока Леснара и Пола Хеймана. Леснар выбил с ноги дверь клетки и уложил Строумана и чемпиона Романа Рейнса, в то время как Хейман вывел из строя Фоули с помощью перцового баллончика; другой судья счел обоих участников неспособными продолжать поединок. |
| 20 | Брок Леснар       | Чемпионство Вселенной WWE                     | 14 июля, 2019                                   | Филадельфия               | Extreme Rules                 | Леснар победил Сета Роллинса после проведенного ему «F-5», выиграв чемпионство сразу после того, как Роллинс и Чемпионка Raw среди женщин Бекки Линч успешно защитили свои соответствующие титулы против Барона Корбина и Лэйси Эванс в матче по Экстремальным правилам, Последнего шанса, где победители получают все выступая в смешанном командном матче. |
| 21 | Миз               | Чемпионство WWE                               | 21 февраля, 2021                                | Сент-Питерсберг           | Elimination Chamber           | Миз победил Дрю Макинтайра после проведения «Skull Crushing Finale», выиграть чемпионство сразу после того, как Макинтайр успешно защитил титул против Эй Джей Стайлза, Рэнди Ортона, Шеймуса, Джеффа Харди и Кофи Кингстона в Elimination Chamber матче, а затем подвергся нападению Бобби Лэшли. |
| 22 | Биг И             | Чемпионство WWE                               | 13 сентября, 2021                               | Бостон                    | Raw                           | Биг И победил Бобби Лэшли после проведение ему «Big Ending», выиграв чемпионство после того, как Лэшли успешно защитил титул против Рэнди Ортона. |
| 23 | Остин Тиори       | Чемпионство Соединённых Штатов WWE            | 07 ноября, 2022                                 | Уилкс-Барре               | Raw                           | Тиори потерпел поражение от действующего чемпиона Сета «Фрикина» Роллинса, когда тот провел ему Curb Stomp, после атаки Бобби Лэшли на ринге. |
| 24 | Дамиан Прист      | Мировой Чемпион в тяжелом весе (новый формат) | 7 апреля 2024                                   | Филадельфия, Пенсильвания | WrestleMania XL (2-й день)    | Дрю Макинтайр победил чемпиона Сета "Фрикинг" Роллинса проведя ему финишер "South of Heaven" и выиграв чемпионский титул, а затем после матча был атакован Си Эм Панком. Действующий обладатель кейса Дамиан Прист воспользовавшись моментом провел новому чемпиону Hit The Light и тем самым став новым обладателем титула. |
| 25 | Дрю Макинтайр     | Мировой Чемпион в тяжелом весе (новый формат) | 6 июля 2024                                     | Торонто, Онтарио, Канада  | Money in the Bank             | Во время матча за титул между чемпионом Дэмианом Прист и претендентом на титул Сетом "Фрикинг" Роллинсом, на ринг вышел Дрю Макинтайр и использовал свой контракт Money in the Bank, который он выиграл несколькими часами ранее. Рефери матча принял его решение использование контракта во время матча и изменил условие матча с одиночного поединка на матч тройной угрозы. Но из-за вражды Макинтайра с Си Эм Панком, тот помешал ему успешно реализовать контракт. Затем Прист удержал Макинтайра после атаки Си Эм Панка и сохранил за собой чемпионство. |

#### Женщины
| №. | Держатель кейса  | Чемпионство                            | Дата            | Место            | Шоу               | Результат |
| -- | ---------------- | -------------------------------------- | --------------- | ---------------- | ----------------- | --- |
| 1  | Кармелла         | Чемпионство WWE SmackDown среди женщин | 10 апреля, 2018 | Новый Орлеан     | SmackDown Live    | Кармелла победила Шарлотту Флэр после проведения ей «Princess Kick», выиграв чемпионство после того, как Флэр была атакована дебютирующими рестлерами IIconics (Билли Кей и Пейтон Ройс) во время её промо. |
| 2  | Алекса Блисс     | Чемпионство WWE Raw среди женщин       | 17 июня, 2018   | Роузмонт         | Money in the Bank | Во время матча между чемпионкой Наей Джакс и Рондой Роузи Блисс выбежала и атаковала обоих соперниц своим кейсом, в результате чего матч закончился победой Роузи, которая была побеждена первой. Затем Блисс использовала свой контракт и победила Джакс после проведение ей «Bliss DDT» и «Twisted Bliss», выиграв титул. |
| 3  | Бэйли            | Чемпионство WWE SmackDown среди женщин | 19 мая, 2019    | Хартфорд         | Money in the Bank | Бейли победила Шарлотту Флэр после проведенного ею «Падающего локтя Бейли» (англ. Bayley Elbow Drop), выиграв чемпионство после того, как Флэр победила Бекки Линч, выиграть у неё титул, а затем подверглась нападению Бейли после нападения Флэр и Лэйси Эванс на Линч после матча. |
| 4  | Никки П.С.Г.     | Чемпионство WWE Raw среди женщин       | 19 июля, 2021   | Даллас           | Raw               | П.С.Г. победила Шарлотту Флэр после проведенного ею diving crossbody, выиграв чемпионство после того, как Флэр была намеренно дисквалифицирована во время защиты титула против Реи Рипли, а затем атакована Рипли после матча. |
| 5  | Лив Морган       | Чемпионство WWE SmackDown среди женщин | 2 июля, 2022    | Парадайс         | Money in the Bank | Морган победила Ронду Роузи после того как выбежала на ринг, выиграв чемпионство сразу после того, как Роузи успешно защитила титул против Натальи. |
| 6  | Ийо Скай         | Чемпионство WWE среди женщин           | 5 августа, 2023 | Детройт, Мичиган | SummerSlam        | Ийо Скай успешно использовала свой контракт после матча тройной угрозы за титул чемпионки WWE среди женщин, когда Бьянка Белэйр в упорной борьбе за титул выиграла его, победив на тот момент действующую чемпионку Аску и претендентку за титул Шарлотту Флэр. |
| 7  | Тиффани Стрэттон | Чемпионство WWE среди женщин           | 3 января,2025   | Финикс, Аризона  | SmackDown         | На первом эфире SmackDown в 3 января 2025 году Ная Джакс защищала титул женщин в WWE в поединке против Наоми. Тиффани Страттон помогла Нае Джакс победить, атаковав Наоми кейсом. После матча Тиффани Страттон предложила Нае Джакс напасть на Бьянку Белэйр, а затем ударила её кейсом по спине. Бьянка Белэйр провела Нае Джакс KOD, а Тиффани Страттон воспользовалась моментом и успешно реализовала контракт Money in the Bank, став новой чемпионкой женщин WWE! |

### Список участников
| Рестлер                    | Победы | Появления |
| -------------------------- | ------ | --------- |
| Си Эм Панк                 | 2      | 4         |
| Дамиан Прист               | 1      | 1         |
| Биг И                      | 1      | 1         |
| Браун Строуман             | 1      | 1         |
| Брок Леснар                | 1      | 1         |
| Джон Сина                  | 1      | 1         |
| Отис                       | 1      | 1         |
| Остин Тиори                | 1      | 1         |
| Альберто Дель Рио          | 1      | 2         |
| Дэмиен Сэндоу              | 1      | 2         |
| Мистер Кеннеди             | 1      | 2         |
| Барон Корбин/Король Корбин | 1      | 3         |
| Дэниел Брайан              | 1      | 3         |
| Дин Эмброуз                | 1      | 3         |
| Эдж                        | 1      | 3         |
| Роб Ван Дам                | 1      | 3         |
| Сет Роллинс                | 1      | 3         |
| Джек Сваггер               | 1      | 4         |
| Миз                        | 1      | 4         |
| Шеймус                     | 1      | 4         |
| Ренди Ортон                | 1      | 5         |
| Дольф Зигглер              | 1      | 6         |
| Kейн                       | 1      | 7         |
| Алекс Райли                | 0      | 1         |
| Алистер Блэк               | 0      | 1         |
| Aли                        | 0      | 1         |
| Андраде                    | 0      | 1         |
| Бобби Лэшли                | 0      | 1         |
| Бобби Руд                  | 0      | 1         |
| Карлито                    | 0      | 1         |
| Крис Бенуа                 | 0      | 1         |
| Фанданго                   | 0      | 1         |
| Хит Слейтар                | 0      | 1         |
| Джефф Харди                | 0      | 1         |
| Джастин Гебриэль           | 0      | 1         |
| Король Букер               | 0      | 1         |
| Мэдкап Мосс                | 0      | 1         |
| Невилл                     | 0      | 1         |
| Oмос                       | 0      | 1         |
| Бутч                       | 0      | 1         |
| Эл Эй Найт                 | 0      | 1         |
| Пол Логан                  | 0      | 1         |
| Сантос Эскобар             | 0      | 1         |
| R-Truth                    | 0      | 1         |
| Рик Флэр                   | 0      | 1         |
| Роман Рейнс                | 0      | 1         |
| Русев                      | 0      | 1         |
| Самоа Джо                  | 0      | 1         |
| Сантино Марелла            | 0      | 1         |
| Тед Дибиаси                | 0      | 1         |
| Тенсай                     | 0      | 1         |
| Тайсон Кид                 | 0      | 1         |
| Эй Джей Стайлз             | 0      | 2         |
| Антонио Сезаро/Сезаро      | 0      | 2         |
| Биг Шоу                    | 0      | 2         |
| Финн Балор                 | 0      | 2         |
| Марк Генри                 | 0      | 2         |
| Рей Мистерио               | 0      | 2         |
| Рикошет                    | 0      | 3         |
| Риддл                      | 0      | 2         |
| Синсукэ Накамура           | 0      | 3         |
| Син Кара                   | 0      | 2         |
| Уэйд Барретт               | 0      | 2         |
| Эван Борн                  | 0      | 3         |
| Финли                      | 0      | 3         |
| Джон Моррисон              | 0      | 3         |
| Кевин Оуэнс                | 0      | 3         |
| Монтель Вонтавиус Портер   | 0      | 3         |
| Сами Зейн                  | 0      | 3         |
| Коди Роудс                 | 0      | 4         |
| Мэтт Харди                 | 0      | 4         |
| Дрю Макинтайр              | 0      | 5         |
| Крис Джерико               | 0      | 5         |
| Шелтон Бенджамин           | 0      | 5         |
| Кристиан                   | 0      | 6         |
| Кофи Кингстон              | 0      | 7         |

| Рестлер                  | Победы | Появления |
| ------------------------ | ------ | --------- |
| Кармелла                 | 2      | 4         |
| Тиффани Стрэттон         | 1      | 1         |
| Ийо Скай                 | 1      | 1         |
| Бейли                    | 1      | 1         |
| Лив Морган               | 1      | 2         |
| Никки Кросс/Никки П.С.Г. | 1      | 2         |
| Алекса Блисс             | 1      | 3         |
| Аска                     | 1      | 3         |
| Лана                     | 0      | 1         |
| Мэнди Роуз               | 0      | 1         |
| Ная Джакс                | 0      | 1         |
| Ракель Родригес          | 0      | 1         |
| Саша Бэнкс               | 0      | 1         |
| Шейна Бэзлер             | 0      | 1         |
| Шотци                    | 0      | 1         |
| Триш Стратус             | 0      | 1         |
| Зоя Старк                | 0      | 1         |
| Зелина Вега              | 0      | 1         |
| Дана Брук                | 0      | 2         |
| Эмбер Мун                | 0      | 2         |
| Лэйси Эванс              | 0      | 2         |
| Шарлотт Флер             | 0      | 3         |
| Наоми                    | 0      | 3         |
| Tамина                   | 0      | 3         |
| Бекки Линч               | 0      | 5         |
| Наталья                  | 0      | 5         |

### Обналиченные против
| Рестлер           | Раз |
| ----------------- | --- |
| Джон Сина         | 3   |
| Си Эм Панк        | 2   |
| Роман Рейнс       | 2   |
| Сет Роллинс       | 3   |
| Альберто Дель Рио | 1   |
| Биг Шоу           | 1   |
| Бобби Лэшли       | 1   |
| Брок Леснар       | 1   |
| Крис Джерико      | 1   |
| Дэниэль Брайан    | 1   |
| Дрю Макинтайр     | 2   |
| Эдж               | 1   |
| Джефф Харди       | 1   |
| Джиндер Махал     | 1   |
| Ренди Ортон       | 1   |
| Рей Мистерио      | 1   |
| Гробовщик         | 1   |

| Рестлер      | Раз |
| ------------ | --- |
| Шарлотт Флер | 3   |
| Бьянка Белэр | 1   |
| Ная Джакс    | 2   |
| Ронда Роузи  | 1   |

## Заметки
1. 1 2  Матч был предварительно записан 15 апреля, а остальная часть шоу транслировалась в прямом эфире 10 мая.
2. 1 2  В декабре 2013 года титулы Чемпиона WWE и Чемпиона мира в тяжелом весе были объединены в один титул. Титул Чемпиона мира в тяжелом весе был отменен, а титул Чемпиона WWE стал известен более как Мировой Чемпион WWE в тяжелом весе вплоть до 2016 года, после чего он снова стал называться Чемпионством WWE.
3. ↑  Изначально титул назывался как WWE Women's Championship в апреле 2016 года. В сентябре 2016 года он был переименован в Raw Women's Championship, но в июне 2023 года вернулся к своему прежнему названию.
4. ↑  Данный титул был учрежден как Женское чемпионство SmackDown в августе 2016 года, но в июне 2023 года он был переименован в Чемпионство WWE среди женщин.